# Liste der Straßen in Senftenberg
Diese Liste beschreibt alle Straßen und Plätze in Senftenberg. Die Straßen der Ortsteile sind nicht aufgenommen.
Die Liste besteht aus zwei Teilen im ersten Teil sind die aktuellen Straßen und Plätze aufgeführt, im zweiten Teil ehemalige Straßen und ehemalige Straßennamen. Zahlreiche Straße wurden in Senftenberg Flur durch Tagebaue devastiert.
Die erste Liste besteht aus drei Spalten. In der ersten Spalte sind Name und Lage erfasst, diese Spalte ist sortierbar. In der zweiten Spalte sind Informationen zur Straße aufgeführt wie Verlauf, wichtige Bebauung, Namensherkunft und gegebenenfalls geschichtliche Informationen zur Straße. Die dritte Spalte enthält ein Foto der Straße sowie den Links zu weiteren Fotos.
Am 2. Mai 1901 wurde in Senftenberg eine Polizeiordnung erlassen, die eine Neunummerierung der Straßen festlegte. Vom Markt ausgehend bekamen die Straße eine jeweils eigene Nummerierung. Des Weiteren wurden der Namensteil gasse durch straße ersetzt. Diese Namensänderungen sind nicht in der Tabelle dargestellt.
Durch das Senftenberger Stadtgebiet verlaufen die Bundesstraßen 96 und 169.
Einige Straßennamen, die im Stadtgebiet und den Ortsteilen doppelt bis vierfach vorkamen, wurden mit Wirkung zum 1. Dezember 2019 umbenannt.

## Straße und Plätze
| Name/Lage                           | Anmerkungen | Bild                       |
| ----------------------------------- | --- | -------------------------- |
| B 96 (Lage)                         | - läuft als Umgehungsstraße im Osten der Stadt zwischen Laugkfeld und Sedlitzer Straße, späterer Verlauf auf der Knappenstraße, Kleinkoschener Straße und Buchwalder Straße bis Kleinkoschen - Bebauung: denkmalgeschütztes ehemaliges Wasserwerk |                            |
| B 169 (Lage)                        | - läuft als Umgehungsstraße im Norden der Stadt zwischen Brieske und Sedlitz |                            |
| Ackerstraße (Lage)                  | - Straße südlich der Bundesstraße 169 von der Calauer Straße in westliche Richtung; parallel zur B 169; auf Hälfte direkt Zufahrt nach Norden auf die B 169 möglich - ADAC-Luftrettung mit Christoph 33 und Christoph Brandenburg - teilweise devastiert | Wikidata                   |
| Adam-Scharrer-Straße (Lage)         | - verläuft als nördliche Parallelstraße der Briesker Straße von der F.-C.-Weiskopf-Straße in südwestliche Richtung, am südwestlichen Ende Abbiegung in Richtung Nordwesten bis zur Einmündung in die Louis-Fürnberg-Straße/Erich-Weinert-Straße - als zusammenhängendes Wohngebiet mit Bertolt-Brecht-Straße, Bernhard-Kellermann-Straße, Paul-Rilla-Straße, Erich-Weinert-Straße, Louis-Fürnberg-Straße, F.-C.-Weiskopf-Straße und Friedrich-Wolf-Straße nordöstlich der Wilhelm-Pieck-Straße zwischen Bahnstrecke Großenhain–Cottbus, Briesker Straße, Ernst-Thälmann-Straße und der ehemaligen Eisenbahnstrecke Lübbenau–Kamenz zwischen 1958 und 1961 angelegt - liegt nördlich des Neuen Friedhofs; Bernhard-Kellermann-Oberschule - benannt nach dem Schriftsteller Adam Scharrer | weitere Bilder \| Wikidata |
| Adolf-Hennecke-Straße (Lage)        | - verläuft ab Steindamm in westliche Richtung bis zum Niemtscher Weg; südliche Parallelstraße der Schulstraße; weiterer Verlauf ab Niemtscher Weg in Richtung Südwesten als Hanseatenstraße - Rückbau des Hochhauses im Jahr 2007 - Bebauung: denkmalgeschützte Schule (ehemalige POS I Arthur Wölk, später Realschule), Parkhaus des Schlossparkcenters - benannt nach dem Aktivisten Adolf Hennecke; ehemaliger Name Turnstraße | weitere Bilder \| Wikidata |
| Ahlbecker Straße (Lage)             | - verläuft als südliche Parallelstraße der Briesker Straße ab Greifswalder Straße bis zur Usedomer Straße - als zusammenhängendes Wohngebiet Am Senftenberger See mit Rostocker Straße, Greifswalder Straße, Stralsunder Straße, Ückeritzer Straße und Usedomer Straße zwischen der Vogelsiedlung, Briesker Straße, der Schwarzen Elster und der Stadtgrenze zu Brieske sowie Hanseatenstraße, Fischreiherstraße, Kranichstraße, Kormoranstraße, Möwenstraße und Seeadlerstraße zwischen Vogelsiedlung, Schwarzer Elster und der ehemaligen Bahnstrecke Lübbenau–Kamenz von 1971 bis 1976 angelegt - benannt nach dem Ort Ahlbeck | weitere Bilder \| Wikidata |
| Albertinenstraße (Lage)             | - Stichstraße von der Grenzstraße nach Süden | Wikidata                   |
| Albert-Schweitzer-Straße (Lage)     | - zwei Stichstraßen von der Straße des Bergmanns aus; die nördliche verläuft in nordwestliche Richtung mit Abbiegung nach Nordosten, die südliche verläuft in westliche Richtung - als zusammenhängendes Wohngebiet mit Hörlitzer Straße zwischen Bahnstrecke Großenhain–Cottbus, Klettwitzer Straße und Straße des Bergmanns von 1964 bis 1966 angelegt - benannt nach dem Arzt und Pazifisten Albert Schweitzer | weitere Bilder \| Wikidata |
| Amtsweg (Lage)                      | - am 1. Juni 2024 umbenannt von ehemals Adolfstraße - Stichstraße von der Sedlitzer Straße in Richtung Nord mit Abbiegung nach Nordosten, südliche Parallelstraße der Güterbahnhofstraße - Sitz der Agentur für Arbeit Senftenberg | weitere Bilder \| Wikidata |
| Am Eisenwerk (Lage)                 | - Stichstraße westlich der Lindenstraße, abbiegend nach Norden; Verlängerung des östlichen Teils der Eisenbahnstraße von der Krankenhausstraße aus - am ehemaligen Eisenwerk gelegen | weitere Bilder \| Wikidata |
| Am Elsterdeich (Lage)               | - verläuft von Am Salzgraben als östliche Parallelstraße zum Steindamm in Richtung Nordwesten zur Schwarzen Elster (Buchwalde), biegt dann nach Nordosten ab, um parallel zur Schwarzen Elster als Stichstraße auszulaufen | weitere Bilder \| Wikidata |
| Am Gericht (Lage)                   | - Straße in östliche Richtung ab Steindamm bis zur Gartenkolonie Heimatruh; südlich der Grünstraße; weiterer Verlauf in Richtung Westen ab Steindamm als Burglehnstraße - ehemaliger Name Bürgermeisterwiesenweg, danach bis zum 1. Dezember 2019 Elsterstraße - ehemals benannt nach der Storchenelster (ehemaliger Nebenarm der Schwarzen Elster); benannt nach dem Amtsgericht Senftenberg - Bebauung: Archidiakonat von 1876; südlich begrenzt von der Gartensparte Elsterhorst im Süden und im Norden von den Gartensparten Frohsinn und Erholung, mündet im Osten in die Gartensparte Heimatruh | weitere Bilder \| Wikidata |
| Am Hotel (Lage)                     | - verläuft vom Jüttendorfer Anger in südliche Richtung bis zur Wehrstraße; weiterer Verlauf ab Wehrstraße Richtung Süden als Am Neumarkt - seitlich am namensgebenden Hotel Kronprinz - Rückbau der Altstadtbebauung und Bau von Kohleersatzwohnnungen zusammen mit Am Neumarkt, Niemtscher Weg, Wehrstraße, Rosenstraße und Schulstraße Anfang bis Mitte der 1980er-Jahre | weitere Bilder \| Wikidata |
| Am Neumarkt (Lage)                  | - verläuft von Wehrstraße in südliche Richtung bis Schulstraße; östliche Parallelstraße der Rosenstraße; weiterer Verlauf ab Wehrstraße Richtung Norden als Am Hotel; ebenfalls Bereich zwischen Ritterstraße/Schmiedestraße/Schulstraße/Steindamm - hier befand sich ein Teil des Amtsteiches. Der Teich wurde von Bürgermeister Samuel Heinrich Meyer gekauft, daher als Meyers Teich benannt. Nach Trockenlegung des Teichs entstand der neue Markt. - Rückbau der Altstadtbebauung und Bau von Kohleersatzwohnnungen zusammen mit Am Hotel, Wehrstraße, Niemtscher Weg, Rosenstraße und Schulstraße Anfang bis Mitte der 1980er-Jahre; Wohnblock mit Ladenzeilen - 2004/2005 Rückbau des Wohnblocks (Neumarktriegel) - Neumarktgestaltung als kleine Parkanlage mit Mosaik mit Badeszenen sowie Bronzeplastiken von Ernst Sauer, 60 Meter langer künstlicher Bachlauf, der die Wolschinka nachempfindet. | weitere Bilder \| Wikidata |
| Am Pionierhaus (Lage)               | - verläuft von der Bahnhofstraße in westliche Richtung bis zur Rudolf-Breitscheid-Straße; nördliche Parallelstraße der Reyersbachstraße - gelegen am ehemaligen Pionierhaus heute Jugendhaus Pegasus | weitere Bilder \| Wikidata |
| Am Salzgraben (Lage)                | - südliche Parallelstraße zu Am Elsterdeich; verläuft von Steindamm in nordöstliche Richtung (parallel zum Salzgraben); weiterer Verlauf von Steindamm im südwestliche Richtung als Gartenweg - gelegen am Salzgraben | weitere Bilder \| Wikidata |
| Am Schloßpark (Lage)                | - westliche Stichstraße vom Steindamm als Parallelstraße südlich der Adolf-Hennecke-Straße - Anbindung des Wohngebietes auf dem Gelände des ehemaligen Hochhauses Adolf-Hennecke-Straße/Bergbaustraße; Bebauung und Erschließung seit 2015. | weitere Bilder \| Wikidata |
| Am See (Lage)                       | - Stichstraße, die von der Buchwalder Straße in südliche Richtung kurz vor den Senftenberger See ausläuft | weitere Bilder \| Wikidata |
| Am Sportplatz (Lage)                | - Stichstraße, die als östliche Parallelstraße der Friedrich-Wolf-Straße von der Briesker Straße in Richtung Nordwesten führt, kurze Abbiegung am nordwestlichen Ende in Richtung Südwesten - benannt nach dem Sportplatz Briesker Straße | weitere Bilder \| Wikidata |
| Am Stadthafen (Lage)                | - verläuft am nördlichen Ufer des Senftenberger Sees südlich des Schloßparks und des Steindamms; Zufahrt über Steindamm - am Stadthafen Senftenberg; Sitz des Wasserverbands Lausitz | weitere Bilder \| Wikidata |
| Amselweg (Lage)                     | - verläuft als östliche Parallelstraße zum Meisenweg ab Polenzweg in Richtung Nordnordwesten bis zur Briesker Straße - angelegt in den 1930er Jahren unter Bürgermeister James Legau als Teil der heute so bezeichneten Vogelsiedlung - ehemaliger Namen Petersweg nach dem Afrikaforscher Carl Peters | weitere Bilder \| Wikidata |
| An der Ingenieurschule (Lage)       | - nördliche Parallelstraße der Ernst-Thälmann-Straße; ab Universitätsplatz/Großenhainer Straße Richtung Nordwesten bis zur Abbiegung Nelkenweg - angelegt 1952–1956 - Lage an der Brandenburgischen Technischen Universität Cottbus-Senftenberg, ehemals Hochschule Lausitz bzw. Fachhochschule Lausitz; gegründet als Bergingenieurschule, die spätere Ingenieurschule für Bergbau und Energie „Ernst Thälmann“ - Bebauung: ehemaliges Planetarium Senftenberg | weitere Bilder \| Wikidata |
| An der Sporthalle (Lage)            | - Verbindung von der Rudolf-Harbig-Straße zur Straße Straße des Sports; südlich der Eisenbahnstraße - Lage an der denkmalgeschützten Niederlausitzhalle (ehemals Aktivist-Sporthalle) | weitere Bilder \| Wikidata |
| An der Turnstraße (Lage)            | - westlich von der Straße des Sports als südliche Parallelstraße der Eisenbahnstraße; am westlichen Ende Abbiegung nach Süden, dann Einmündung in An der Sporthalle | Wikidata                   |
| Antonienstraße (Lage)               | - verläuft nördlich der Hanseatenstraße ab Wolschinkastraße in Richtung Südwesten bis zur Hoynstraße | weitere Bilder \| Wikidata |
| Asternweg (Lage)                    | - Stichstraße, die als östliche Parallelstraße zum Lilienweg von der Hörlitzer Straße Richtung Süden verläuft - ursprünglicher Name Teplitzweg; angelegt als Teil der Siedlung Am Kreuzchen 1937–1939 | Wikidata                   |
| August-Bebel-Straße (Lage)          | - verläuft ab Jüttendorfer Anger/Briesker Straße in nördliche Richtung bis zur Einmündung Moritzstraße, weiterer Verlauf ab Moritzstraße in nordnordwestliche Richtung als Lindenstraße; ehemaliger Vorort Thamm - gelegen am Alten Friedhof mit denkmalgeschützter Eingangshalle; im Norden das ehemalige Reichsbahnkulturhaus (Gasthaus) - ehemalige Namen Thammer Hauptstraße und Bismarckstraße - als zusammenhängendes Wohngebiet mit Friedenstraße, Reyersbachstraße, Robert-Harnau-Straße und Radojewskistraße Anfang bis Mitte der 1980er-Jahre angelegt, dabei wurde die alte Struktur von Jüttendorf und Thamm überbaut - benannt nach dem Politiker August Bebel | weitere Bilder \| Wikidata |
| Baderstraße (Lage)                  | - verläuft ab Bahnhofstraße (Enge Bahnhofstraße) in Richtung Osten bis zur Wendischen Kirche, biegt dann nach Süden ab und endet am Kirchplatz; südliche Parallelstraße zum Steindamm; weiterer Verlauf ab Kirchplatz als Kirchgasse, weiterer Verlauf ab Bahnhofstraße (Enge Bahnhofstraße) in Richtung Westen als Töpferstraße - Bebauung: ehemalige Wendische Kirche (heute Bürgerhaus) | weitere Bilder \| Wikidata |
| Badstraße (Lage)                    | - verläuft in östliche Richtung ab Steindamm, südliche Parallelstraße der Straße Am Gericht; ebenfalls Straße in südliche Richtung ab der Straße Am Gericht bis Badstraße - namensgebend war ehemaliges Freibad, heute mit Wohnhäusern bebaut; Gartensparte „Elsterhorst“ | weitere Bilder \| Wikidata |
| Bahnhofstraße (Lage)                | - verläuft vom Markt in nördlicher Richtung bis zur Spremberger Straße; weiterer Verlauf Richtung Norden ab Spremberger Straße als Calauer Straße; Bereich zwischen Markt und Steindamm/Westpromenade auch als Enge Bahnhofstraße bezeichnet; Unterführung der Bahnstrecke Großenhain–Cottbus und der ehemaligen Bahnstrecke Schipkau–Senftenberg - 1852/53 Bau einer Chaussee von Calau nach Senftenberg, diese Straße öffnete Senftenberg nach Norden. Mit Anlage der Bahnhöfe in Senftenberg wurde die Kreischaussee 1870 in Bahnhofstraße umbenannt. Links und rechts der Straße befanden sich Gräben, die anliegenden Häuser konnten über Brücken erreicht werden. Die Gräben waren mit Kähnen schiffbar und wurden 1900 wegen des Absinkens des Grundwasserspiegels, durch den Tagebau, zugeschüttet. 1908 Bauarbeiten an der Bahnhofstraße unter anderem pflastern der Gehwege und bepflanzen mit Linden. Brücke führte Bahnhofstraße über Storchelster zur Stadt. Enttorfung in den 1930er Jahren; ehemaliger Verlauf der B 169, dafür wurde 1971 in Höhe der Marienapotheke ein Durchbruch an der Ostseite der Straße geschaffen, um die Trasse dort entlangzuführen, nachdem der Verlauf der Straße nach Norden über die Calauer Straße durch den Tagebau devastiert wurde - Bebauung mit ehemaligem Kaufhaus Waldschmidt (1909 erbaut), denkmalgeschütztes Postgebäude und denkmalgeschützte Marienapotheke; ehemalige Dampfmühle und Getreidesilo an der Ecke zur Spremberger Straße - ehemalige Bebauung: an der Einmündung der Bahnhofstraße stand ein Kriegerdenkmal für die Gefallenen des Krieges 1870/71; an der Einmündung zum Steindamm befanden sich ein Milchhäuschen und ein Blumenpavillon, unter Bürgermeister Albert Seedorf (1918–1930) angelegt, - drei Stolpersteine vor Nr. 22 und 23 | weitere Bilder \| Wikidata |
| Bahnmeistergasse (Lage)             | - östlicher Verlauf von der Lindenstraße bis zur Bahnhofstraße nördlich des Bahndammes zwischen Krankenhausstraße und Moritzstraße, geht dann im östlichen Bereich in die Bahnhofstraße über; nordwestlich der Bahnstrecke Großenhain–Cottbus sowie der ehemaligen Bahnstrecke Lübbenau–Kamenz | weitere Bilder \| Wikidata |
| Bärengasse (Lage)                   | - südliche Parallelstraße der Kreuzgasse; verläuft in westliche Richtung von Schmiedestraße bis zur Salzmarktstraße - benannt nach dem denkmalgeschützten ehemaligen Gasthaus „Zum Bären“ (Nr. 4); ehemaliger Name Kurze Straße | weitere Bilder \| Wikidata |
| Benediktenstraße (Lage)             | - Stichstraße in Richtung Südost ab Joachim-Gottschalk-Straße bis kurz vor Ostpromenade; westlich vom Steindamm - benannt nach dem Benediktengraben, der das Feuchtgebiet Laugk entwässerte | weitere Bilder \| Wikidata |
| Bergbaustraße (Lage)                | - verläuft ab Schulstraße in südliche Richtung bis zur Straße der Energie/Dubinaweg; östliche Parallelstraße der Bergwerkstraße; weiterer Verlauf ab Schulstraße in nordnordöstliche Richtung als Schmiedestraße - Bebauung mit denkmalgeschützten Bergbauhaus (Sitz der Landratsamtes) und denkmalgeschützte Schule mit Turnhalle (Schulstraße 10) (ehemals POS I „Arthur Wölk“, Realschule) | weitere Bilder \| Wikidata |
| Bergwerkstraße (Lage)               | - verläuft ab Schulstraße in Richtung Süden bis Glück-Auf-Straße; östliche Parallelstraße der Steigerstraße; weiterer Verlauf Richtung Norden ab Schulstraße als Rosenstraße, weiterer Verlauf Richtung Süden ab Glück-Auf-Straße als Straße der Energie - umbenannt von Handtstraße | weitere Bilder \| Wikidata |
| Bernhard-Kellermann-Straße (Lage)   | - verläuft nördlich der Briesker Straße und südlich des Bahndamms von der Wilhelm-Pieck-Straße in Richtung Nordosten bis zur Paul-Rilla-Straße; weiterer Verlauf ab Wilhelm-Pieck-Straße in Richtung Südwesten als Otto-Nuschke-Straße - als zusammenhängendes Wohngebiet mit Bertolt-Brecht-Straße, Paul-Rilla-Straße, Erich-Weinert-Straße, Louis-Fürnberg-Straße, F.-C.-Weiskopf-Straße, Adam-Scharrer-Straße und Friedrich-Wolf-Straße nordöstlich der Wilhelm-Pieck-Straße zwischen Bahnstrecke Großenhain–Cottbus, Briesker Straße, Ernst-Thälmann-Straße und der ehemaligen Eisenbahnstrecke Lübbenau–Kamenz zwischen 1958 und 1961 angelegt - Bernard-Kellermann-Oberschule (ehemalige POS IV), erbaut 1964 - benannt nach dem Schriftsteller Bernhard Kellermann | weitere Bilder \| Wikidata |
| Bertolt-Brecht-Straße (Lage)        | - verläuft zwischen Karl-Ziehm-Straße und Heinrichstraße von der Ernst-Thälmann-Straße aus in Richtung Süden, am südlichen Ende Abbiegung in Richtung Südwesten, im weiteren Verlauf Einmündung in die Adam-Scharrer-Straße - als zusammenhängendes Wohngebiet mit Bernhard-Kellermann-Straße, Paul-Rilla-Straße, Erich-Weinert-Straße, Louis-Fürnberg-Straße, F.-C.-Weiskopf-Straße, Adam-Scharrer-Straße und Friedrich-Wolf-Straße nordöstlich der Wilhelm-Pieck-Straße zwischen Bahnstrecke Großenhain–Cottbus, Briesker Straße, Ernst-Thälmann-Straße und der ehemaligen Eisenbahnstrecke Lübbenau–Kamenz zwischen 1958 und 1961 angelegt; Rückbau der Wohnblöcke an der Ernst-Thälmann-Straße 2004; ab 2014 Bebauung der neuen Freiflächen mit Eigenheimen - benannt nach dem Schriftsteller Bertolt Brecht | weitere Bilder \| Wikidata |
| Blankenbergstraße (Lage)            | - verläuft als östliche Parallelstraße der Wolschinkastraße ab Polenzweg in Richtung Nordnordwesten bis zur Briesker Straße - benannt nach dem Bürgermeister Moritz Blankenberg (Amtszeit: 1845–1889) | weitere Bilder \| Wikidata |
| Blumenstraße (Lage)                 | - verläuft als westliche Parallelstraße der Bahnhofstraße (Enge Bahnhofstraße) in südliche Richtung bis zur Töpferstraße | weitere Bilder \| Wikidata |
| Brauhausstraße (Lage)               | - verläuft westliche der Salzmarktstraße in nördlicher Richtung von der Salzmarktstraße aus bis zur Kreuzstraße, nördlicher Abschluss des Neumarkts - Bebauung: unter anderem denkmalgeschütztes Wohnhaus Nr. 11 (Wohnhaus des Malers Günther Wendt); ehemalige Bebauung: das Namengebend Brauhaus befand sich am Neumarkt, an der Einmündung der Brauhausstraße | weitere Bilder \| Wikidata |
| Briesker Straße (Lage)              | - südwestlicher Verlauf ab August-Bebel-Straße bis Brieske; weiterer Verlauf Richtung Westen ab August-Bebel-Straße als Jüttendorfer Anger - benannt nach dem Ort Brieske (Verlauf der Straße) - Bebauung: Lutherkirche, Sportplatz Briesker Straße, Gedenkstätte für die Gefallenen der Roten Armee in Senftenberg, Neuer Friedhof, Feuerwache (errichtet 1967); ehemalige Bebauung: Schützenhaus, daneben Überführung der Bahnstrecke Lübbenau–Kamenz | weitere Bilder \| Wikidata |
| Buchwalder Straße (Lage)            | - verläuft von Am Salzgraben in südöstliche Richtung am nördlichen Ufer des Senftenberger Sese entlang, ab dem Kreisverkehr dann in Richtung Ostnordosten, um dann in die B 96 (Knappenstraße/Buchwalder Straße) zu münden; weiterer Verlauf ab Am Salzgraben in nordwestliche Richtung als Steindamm; ebenfalls Teil der B 96 ab Buchwalder Straße bis Kleinkoschen; weiterer Verlauf ab Buchwalder Straße in Richtung Nordwesten als Knappenstraße - alter Ortskern von Buchwalde - Kriegerdenkmal und alte Feuerwache im Ortskern Buchwalde, im westlichen Verlauf denkmalgeschütztes ehemaliges Wasserwerk | weitere Bilder \| Wikidata |
| Burglehnstraße (Lage)               | - verläuft von Kirchplatz in östliche Richtung bis zum Steindamm; weiterer Verlauf in Richtung Osten als Am Gericht; ebenfalls als westliche Parallelstraße zum Steindamm als Bogen im Uhrzeigersinn in Richtung Süden ab Burglehnstraße bis zur Schloßstraße (nördlich der Burglehnstraße als Stichstraße); weiterer Verlauf ab Schloßstraße als Bogen im Uhrzeigersinn in Richtung Westen als Ritterstraße - Name bezieht sich auf das ehemalige Burglehn, dass sich zwischen Stadt und Schloss vor dem ehemaligen Schlosstor am Schweine- oder Ferkelmarkt erstreckte | weitere Bilder \| Wikidata |
| Calauer Straße (Lage)               | - ab Spremberger Straße Verlauf in nördliche Richtung bis zur Ziegeleistraße, Weiterführung nach Osten parallel zur Bundesstraße 169; weiterer Verlauf Richtung Süden ab Spremberger Straße als Bahnhofstraße - benannt nach der Stadt Calau (Richtung der Straße) - Bebauung: Katholische Kirche St. Peter und Paul, Nr. 3 ehemalige Katholische Schule erbaut von Max Taut und Franz Hoffmann, denkmalgeschützte Villen in der Nr. 8 und 10, denkmalgeschütztes Verwaltungsgebäude der Anhaltischen Kohlenwerke in der Nr. 14–18 sowie Otto-Rindt-Oberschule (ehemals POS III Anton Saefkow) - Stolperstein vor Nr. 29 - teilweise durch den Tagebau devastiert | weitere Bilder \| Wikidata |
| Charlottenstraße (Lage)             | - verläuft östlich der Kerneckestraße von der Ernst-Thälmann-Straße in Richtung Südosten bis zur Briesker Straße; ebenfalls auf der Hälfte kurze Stichstraße in Richtung Westen | weitere Bilder \| Wikidata |
| Dahlienweg (Lage)                   | - Stichstraße, die als östliche Parallelstraße zum Asternweg von der Hörlitzer Straße Richtung Süden verläuft - ursprünglicher Name Komotauweg; angelegt als Teil der Siedlung Am Kreuzchen 1937–1939 | Wikidata                   |
| Damaschkestraße (Lage)              | - verläuft als nördliche Parallelstraße der Großenhainer Straße Richtung Südwesten von der Goethestraße bis zur Lessingstraße; südwestliche Verlängerung des Hermannsplatzes - die Häuser Damaschkestraße 9–16, 18, 20 sind als Teil der Wohnsiedlung mit Großenhainer Straße 41–51 (ungerade), Herderstraße 1–4, 6, Lessingstraße 2–12 (gerade) denkmalgeschützt - benannt nach dem Pädagogen Adolf Damaschke | weitere Bilder \| Wikidata |
| Dr.-Dorothea-Erxleben-Straße (Lage) | - westliche Parallelstraße der Calauer Straße, führt von Krankenhausstraße im Süden bis zur Mittelstraße - 2013 Umbenennung von Dorothea-Erxleben-Straße in Dr.-Dorothea-Erxleben-Straße; ursprünglicher Namen Luisenstraße - benannt nach der Ärztin Dorothea Erxleben | weitere Bilder \| Wikidata |
| Dr.-Otto-Rindt-Straße (Lage)        | - verläuft vom oberen Bereich der Kleinkoschener Straße südlich der Knappenstraße/Schwarzen Elster und parallel hierzu in nordwestliche Richtung - gemeinsam mit Dr.-Rudolf-Lehmann-Straße als Wohngebiet in den 1990er Jahren erschlossen - benannt nach dem Landschaftsarchitekten Otto Rindt | weitere Bilder \| Wikidata |
| Dr.-Rudolf-Lehmann-Straße (Lage)    | - verläuft südlich parallel zum Salzgraben in Richtung Nordosten, biegt dann nach Südosten ab, um sich in vier parallele, nach Süden laufende Stichstraßen aufzufächern; Zugang zur Dr.-Rudolf-Lehmann-Straße erfolgt von der Buchwalder Straße kurz nach dem Salzgraben über eine unbenannte Straße - gemeinsam mit Dr.-Otto-Rindt-Straße als Wohngebiet in den 1990er-Jahren erschlossen - benannt nach dem Historiker Rudolf Lehmann | weitere Bilder \| Wikidata |
| Drosselweg (Lage)                   | - Stichstraße als östliche Parallelstraße zum Lerchenweg ab Polenzweg in Richtung Nordnordwesten; ebenfalls kurze Stichstraße ab Drosselweg auf halber Höhe in Richtung Ostsüdost - angelegt in den 1930er Jahren unter Bürgermeister James Legau als Teil der heute so bezeichneten Vogelsiedlung - ehemaliger Name Leutweinweg; benannt nach dem Gouverneur von Deutsch-Südwestafrika Theodor Leutwein | weitere Bilder \| Wikidata |
| Dubinaweg (Lage)                    | - verläuft von Steindamm auf Höhe Tierpark Senftenberg in Richtung Südwesten, am südwestlichen Ende Abbiegung nach Norden, weiterer Verlauf von dort als Bergbaustraße - ehemaliger Verlauf bis Feldmark Jüttendorf; alter - Bebauung mit Bergbauhaus Sitz der Landratsamtes; mündet am Schlosspark auf den Steindamm - benannt nach der Dubina (sorbische Bezeichnung für Gegend, in der Eichen wachsen) | weitere Bilder \| Wikidata |
| Eisenbahnstraße (Lage)              | - verläuft von Osten nach Westen von der Krankenhausstraße bis zur Klettwitzer Straße, Verlauf durch Lindenstraße unterbrochen, weiterer Verlauf Richtung Westen südlicher; direkte Verlängerung des östlichen Teils ab Lindenstraße als Am Eisenwerk; verläuft parallel zur ehemaligen Bahnstrecke Schipkau–Senftenberg (zwischen Lindenstraße und Krankenhausstraße Verlauf nördlich der ehemaligen Bahnstrecke, von Lindenstraße bis Klettwitzer Straße südlich der ehemaligen Bahnstrecke) - nach Rückbau der Bahnstrecke Bereich Lindenstraße – Krankenhausstraße bebaut mit Eigenheimen; nördlich der Straße Gartensparte Kippenstolz - drei Stolpersteine in Höhe von Nr. 20 | weitere Bilder \| Wikidata |
| Elsestraße (Lage)                   | - verläuft ab Adolf-Hennecke-Straße in Richtung Norden als östliche Parallelstraße zum Niemtscher Weg, biegt am nördlichen Ende Richtung Westen in die Marthastraße ab; weiterer Verlauf Richtung Süden ab Adolf-Hennecke-Straße als Steigerstraße - ursprünglicher Verlauf von Schulstraße zur Adolf-Hennecke-Straße (ehemals Turnstraße) | weitere Bilder \| Wikidata |
| Erich-Weinert-Straße (Lage)         | - verläuft als nördliche Straße zur Bernhard-Kellermann-Straße von der Adam-Scharrer-Straße in Richtung Nordosten; weiterer Verlauf von der Adam-Scharrer-Straße in Richtung Südwesten als Louis-Fürnberg-Straße - als zusammenhängendes Wohngebiet mit Bertolt-Brecht-Straße, Bernhard-Kellermann-Straße, Paul-Rilla-Straße, Louis-Fürnberg-Straße, F.-C.-Weiskopf-Straße, Adam-Scharrer-Straße und Friedrich-Wolf-Straße nordöstlich der Wilhelm-Pieck-Straße zwischen Bahnstrecke Großenhain–Cottbus, Briesker Straße, Ernst-Thälmann-Straße und der ehemaligen Eisenbahnstrecke Lübbenau–Kamenz zwischen 1958 und 1961 angelegt - nach Rückbau von Wohnblöcken Bebauung mit Eigenheimen ab 2014 - benannt nach dem Schriftsteller Erich Weinert; Rückbau Juni 2015 | weitere Bilder \| Wikidata |
| Ernst-Sauer-Platz (Lage)            | - Einmündung Bahnhofstraße/Westpromenade - benannt nach dem Bildhauer Ernst Sauer - gestaltet mit Sauers Plastik Die Trinkende und Stele mit seinem Bildnis | weitere Bilder \| Wikidata |
| Ernst-Thälmann-Straße (Lage)        | - verläuft ab Briesker Straße/Jüttendorfer Anger/August-Bebel-Straße in westliche Richtung bis zur Straße des Bergmanns/Rudolf-Harbig-Straße; ab Ecke August-Bebel-Straße Richtung Westen als Nebenstraße (abbiegende Hauptstraße als Briesker Straße); Ernst-Thälmann-Straße ab Hörlitzer Straße Verlauf in westnordwestliche Richtung, weiterer Verlauf ab Straße des Bergmanns/Rudolf-Harbig-Straße als Klettwitzer Straße; Querung der Bahnstrecke Großenhain–Cottbus - ehemals Kaiser-Friedrich-Straße (nach Kaiser Friedrich III.) und Augustastraße - Kreuzstraße war zu DDR-Zeiten Teil der Ernst-Thälmann-Straße, Jüttendorfer Anger wurde am 1. Dezember 2019 aus Ernst-Thälmann-Straße ausgegliedert und umbenannt. - Alter Friedhof, Kapelle der Adventsgemeinde, Wohnheime der Brandenburgischen Technischen Universität Cottbus-Senftenberg, Gesundheitsamt des Landkreises, denkmalgeschützte Wohn- und Geschäftshäuser 125, 127, 129, 134, 136, 138; ehemaliges Planetarium Senftenberg; Bebauung zwischen Großenhainer Straße und Klettwitzer Straße 1952–1956 - Rückbau des Wohnblocks zwischen Eisenbahnlinie und Bertolt-Brecht-Straße 2004; nach Rückbau der Wohnblöcke, Bebauung mit Eigenheimen 2012/2013 - benannt nach dem Arbeiterführer Ernst Thälmann | weitere Bilder \| Wikidata |
| F.-C.-Weiskopf-Straße (Lage)        | - verläuft als südliche Parallelstraße der Ernst-Thälmann-Straße von der Bertolt-Brecht-Straße in Richtung Osten, biegt am östlichen Ende in Richtung Süden ab, am südlichen Ende in Richtung Südwesten, am südwestlichen Ende in Richtung Nordosten und mündet wieder in die Bertolt-Brecht-Straße bei der Abbiegung dieser nach Südwesten; ebenfalls mehrere kleinere Straßen innerhalb dieses Gebietes - als zusammenhängendes Wohngebiet mit Bertolt-Brecht-Straße, Bernhard-Kellermann-Straße, Paul-Rilla-Straße, Erich-Weinert-Straße, Louis-Fürnberg-Straße, Adam-Scharrer-Straße und Friedrich-Wolf-Straße nordöstlich der Wilhelm-Pieck-Straße zwischen Bahnstrecke Großenhain–Cottbus, Briesker Straße, Ernst-Thälmann-Straße und der ehemaligen Eisenbahnstrecke Lübbenau–Kamenz zwischen 1958 und 1961 angelegt - Rückbau Wohnblock Nr. 13–17 in den Jahren 2008/2009 - benannt nach dem Schriftsteller F. C. Weiskopf | weitere Bilder \| Wikidata |
| Felix-Spiro-Straße (Lage)           | - westliche Parallelstraße der Rudolf-Breitscheid-Straße; verläuft ab Reyersbachstraße in nördliche Richtung; ab Moritzstraße Stichstraße mit Abbiegung nach Osten am nördlichen Ende - ehemaliger Name Weststraße - nach Rückbau der Wohnblöcke, Bebauung mit Eigenheimen 2012/2013 - benannt nach dem jüdischen Widerstandskämpfer gegen das NS-Regime Felix Spiro | weitere Bilder \| Wikidata |
| Fichtestraße (Lage)                 | - verläuft von der Großenhainer Straße Richtung Nordnordwesten als westliche Parallelstraße der Freisestraße bis zum Hermannsplatz - vier Stolpersteine vor Nr. 12 - benannt nach dem Philosophen Johann Gottlieb Fichte | weitere Bilder \| Wikidata |
| Finkenweg (Lage)                    | - Stichstraße als östliche Parallelstraße zum Drosselweg ab Polenzweg in Richtung Nordnordwesten - angelegt in den 1930er Jahren unter Bürgermeister James Legau als Teil der heute so bezeichneten Vogelsiedlung - ehemaliger Namen Fischerweg vermutlich nach Gustav Adolf Fischer | weitere Bilder \| Wikidata |
| Fischreiherstraße (Lage)            | - verläuft als westliche Parallelstraße der Seeadlerstraße (westlicher Teil) von der Hanseatenstraße in Richtung Südosten, biegt am südöstlichen Ende in Richtung Südwesten ab, um dann wieder nach Nordwesten abzubiegen; weiterer Verlauf ab Hanseatenstraße in Richtung Nordwesten als Rostocker Straße - als zusammenhängendes Wohngebiet Am Senftenberger See mit Rostocker Straße, Ahlbecker Straße, Greifswalder Straße, Stralsunder Straße, Ückeritzer Straße und Usedomer Straße zwischen der Vogelsiedlung, Briesker Straße, der Schwarzen Elster und der Stadtgrenze zu Brieske sowie Hanseatenstraße, Kranichstraße, Kormoranstraße, Möwenstraße und Seeadlerstraße zwischen Vogelsiedlung, Schwarzer Elster und der ehemaligen Bahnstrecke Lübbenau–Kamenz von 1971 bis 1976 angelegt - Bebauung: Friedrich-Engels-Gymnasium (POS VII Adolf Hennecke), Hochhaus am See sowie Poliklinik | weitere Bilder \| Wikidata |
| Fliederweg (Lage)                   | - verläuft westlich des Nelkenweges ab der Hörlitzer Straße in nördlicher Richtung, am nördlichen Ende Abbiegung nach Westen bis zum Nelkenweg - ursprünglicher Name Außigweg; angelegt als Teil der Siedlung Am Kreuzchen 1937–1939 | Wikidata                   |
| Freiseplatz (Lage)                  | - Platz südlich an der Eisenbahnstraße zwischen Goethestraße und Lindenstraße, von dort dann Freisestraße bis zur Großenhainer Straße - als der Teil der Freisesiedlung mit Freisestraße (Reichsbahnsiedlung) von 1922 bis 1924 erbaut, benannt nach Oberbaurat Freise aus Halle (Saale), versetzte Baufluchten, Bepflanzung mit Linden - ehemals Laufbrunnen von Paul Horn (Junge mit Gans) | Wikidata                   |
| Freisestraße (Lage)                 | - verläuft von der Großenhainer Straße im Süden als westliche Parallelstraße der Lindenstraße Richtung Nordnordwesten bis zum Freiseplatz; leichte S-Kurve auf halber Höhe der Freisestraße - als der Teil der Freisesiedlung mit Freiseplatz (Reichsbahnsiedlung) von 1922 bis 1924 erbaut, benannt nach Oberbaurat Freise aus Halle (Saale), versetzte Baufluchten | weitere Bilder \| Wikidata |
| Friedenstraße (Lage)                | - verläuft als nördliche Parallelstraße der Ernst-Thälmann-Straße (nördlich des Alten Friedhofs) von der August-Bebel-Straße in Richtung Westen - als zusammenhängendes Wohngebiet mit August-Bebel-Straße, Reyersbachstraße, Robert-Harnau-Straße und Radojewskistraße Anfang bis Mitte der 1980er-Jahre angelegt, dabei wurde die alte Struktur von Jüttendorf und Thamm überbaut - nach Rückbau eines Wohnblocks, Bebauung mit Eigenheimen 2012–2014 | weitere Bilder \| Wikidata |
| Friedrich-Wolf-Straße (Lage)        | - verläuft östlich des Neuen Friedhofs von der Briesker Straße in Richtung Nordwesten bis zur Bertolt-Brecht-Straße - als zusammenhängendes Wohngebiet mit Bertolt-Brecht-Straße, Bernhard-Kellermann-Straße, Paul-Rilla-Straße, Erich-Weinert-Straße, Louis-Fürnberg-Straße, F.-C.-Weiskopf-Straße und Adam-Scharrer-Straße nordöstlich der Wilhelm-Pieck-Straße zwischen Bahnstrecke Großenhain–Cottbus, Briesker Straße, Ernst-Thälmann-Straße und der ehemaligen Eisenbahnstrecke Lübbenau–Kamenz zwischen 1958 und 1961 angelegt - nordöstlich des Neuen Friedhofs - ehemalige Ruhlander Straße - benannt nach dem Schriftsteller Friedrich Wolf | weitere Bilder \| Wikidata |
| Gartenweg (Lage)                    | - Stichstraße ab Steindamm in südwestliche Richtung mit Abbiegung nach Süden; weiterer Verlauf ab Steindamm in nordöstliche Richtung als Am Salzgraben | weitere Bilder \| Wikidata |
| Gerhart-Hauptmann-Straße (Lage)     | - verläuft in südöstliche Richtung ab Laugkstraße bis zur Joachim-Gottschalk-Straße, westliche Parallelstraße der Rathenaustraße - Bebebauung als Wohngebiet mit Rathenaustraße und Laugkstraße um 1970 - benannt nach dem Schriftsteller Gerhart Hauptmann | weitere Bilder \| Wikidata |
| Geschwister-Scholl-Straße (Lage)    | - verläuft südlich der Adolf-Hennecke-Straße in westliche Richtung ab Steigerstraße bis Kormoranstraße mit S-Kurve im ersten Drittel; weiterer Verlauf ab Steigerstraße in östliche Richtung als Glück-Auf-Straße; ebenfalls von Geschwister-Scholl-Straße nach Norden als westliche Parallelstraße der Steigerstraße bis zur Adolf-Hennecke-Straße, ebenfalls westlich dieser als Stichstraße nach Norden mit Abbiegung nach Westen am nördlichen Ende, auch Verlängerung als Stichstraße im nördlichen Bereich der S-Kurve Richtung Westen, auch als Rundstraße im Uhrzeigersinn nach Süden kurz nach der S-Kurve in Richtung Westen im Bereich Kleingartenverein Waldeck e.V.; ebenfalls Stichstraße ab Kormoranstraße in nordöstliche Richtung als südliche Parallelstraße der Hanseatenstraße - ehemaliger Name Schlesische Straße (damaliger Verlauf bis zur Schulstraße) - benannt nach den Widerstandskämpfer Sophie und Hans Scholl - Wohngebiet in den 1990er Jahren erschlossen; ehemals von Brücke der Bahnstrecke Lübbenau–Kamenz überführt | weitere Bilder \| Wikidata |
| Glück-Auf-Straße (Lage)             | - verläuft als südliche Parallelstraße der Häuserstraße ab Bergbaustraße in westliche Richtung bis zur Steigerstraße; weiterer Verlauf in Richtung Westen als Geschwister-Scholl-Straße - als Naturdenkmal geschützte Reihe aus Stieleichen - Plastik „Die Badende“ von Ernst Sauer | weitere Bilder \| Wikidata |
| Goethestraße (Lage)                 | - verläuft zwischen Lessingstraße und Freiseplatz ab der Eisenbahnstraße Richtung Südsüdost bis Damaschkestraße/Hermannsplatz; westliche Parallelstraße der Freisestraße - benannt nach dem Dichter Johann Wolfgang von Goethe | weitere Bilder \| Wikidata |
| Greifswalder Straße (Lage)          | - verläuft ab südwestlichem Ende der Hanseatenstraße in Richtung Nordwesten, am nordwestlichen Ende Abbiegung nach Nordosten, um dann in einem Bogen wieder in die nach Nordwesten führende Greifswalder Straße zu münden; weiterer Verlauf vom südöstlichen Ende in Richtung Nordosten als Hanseatenstraße - als zusammenhängendes Wohngebiet Am Senftenberger See mit Rostocker Straße, Ahlbecker Straße, Stralsunder Straße, Ückeritzer Straße und Usedomer Straße zwischen der Vogelsiedlung, Briesker Straße, der Schwarzen Elster und der Stadtgrenze zu Brieske sowie Hanseatenstraße, Fischreiherstraße, Kranichstraße, Kormoranstraße, Möwenstraße und Seeadlerstraße zwischen Vogelsiedlung, Schwarzer Elster und der ehemaligen Bahnstrecke Lübbenau–Kamenz von 1971 bis 1976 angelegt - benannt nach der Hansestadt Greifswald - Brunnen an der Ecke zur Hanseatenstraße | weitere Bilder \| Wikidata |
| Grenzstraße (Lage)                  | - Stichstraße südlich der Ackerstraße von der Calauer Straße nach Westen; parallel zur Ackerstraße | Wikidata                   |
| Großenhainer Straße (Lage)          | - verläuft von der Lindenstraße Richtung Südwesten bis zur Ernst-Thälmann-Straße; ab Lindenstraße Richtung Nordosten als Krankenhausstraße; in Höhe der Universität wird der Universitätsplatz gequert - benannt dem Ort Großenhain (Richtung der Straße) - die Häuser Großenhainer Straße 41–51 (ungerade) sind als Teil der Wohnsiedlung mit Damaschkestraße 9–16, 18, 20, Herderstraße 1–4, 6, Lessingstraße 2–12 (gerade) denkmalgeschützt (angelegt 1952–1956) - Brandenburgische Technische Universität Cottbus-Senftenberg mit Wohnheimen, Lehrgebäuden und Bibliothek; Vorgänger Hochschule Lausitz/Fachhochschule Lausitz, Ingenieurschule für Bergbau und Energetik, 1954 gegründet - Rückbau des U-Wohnblocks in den Nr. 30–48 im Jahr 2009 | weitere Bilder \| Wikidata |
| Grünstraße (Lage)                   | - verläuft in östliche Richtung von Steindamm bis zur Knappenstraße/B 96, weiterer Verlauf ab Abbiegung B 96 als B 96 in östliche Richtung; ebenfalls komplettes Gewerbegebiet ab B 96/Knappenstraße in nördliche Richtung mit westlicher Begrenzung B 96 - denkmalgeschützte Häuser in der Nr. 2 und 4 sowie Nr. 3 sowie Amtsgericht Senftenberg; Waldfriedhof Senftenberg - am ehemaligen Verlauf der Storchelster | weitere Bilder \| Wikidata |
| Güterbahnhofstraße (Lage)           | - verläuft ab Bahnhofstraße südlich des Bahndamms in nordöstliche Richtung; ab Unterführung der B 169 als Stichstraße; parallel zum Bahndamm; ebenfalls als Güterbahnhofstraße in südwestliche Richtung zwischen Güterbahnhofstraße und Kreuzung B 96/Sedlitzer Straße - Bebauung: Bahnhof Senftenberg und Busbahnhof | weitere Bilder \| Wikidata |
| Hanseatenstraße (Lage)              | - verläuft ab Niemtscher Weg in südwestliche Richtung bis zur Greifswalder Straße; weiterer Verlauf ab Niemtscher Weg in Richtung Osten als Adolf-Hennecke-Straße; weiterer Verlauf am südwestlichen Ende in Richtung Nordwesten als Greifswalder Straße - als zusammenhängendes Wohngebiet Am Senftenberger See mit Rostocker Straße, Ahlbecker Straße, Greifswalder Straße, Stralsunder Straße, Ückeritzer Straße und Usedomer Straße zwischen der Vogelsiedlung, Briesker Straße, der Schwarzen Elster und der Stadtgrenze zu Brieske sowie Fischreiherstraße, Kranichstraße, Kormoranstraße, Möwenstraße und Seeadlerstraße zwischen Vogelsiedlung, Schwarzer Elster und der ehemaligen Bahnstrecke Lübbenau–Kamenz von 1971 bis 1976 angelegt - Rückbau von Wonhblöcken Nr. 14–22 zusammen mit Kranichstraße 1–13 im Jahr 2004 - als Naturdenkmal geschützte Roteiche an der Einmündung zum Niemtscher Weg - Brunnen an der Ecke zur Greifswalder Straße | weitere Bilder \| Wikidata |
| Hauensteinstraße (Lage)             | - verläuft als östliche Parallelstraße der Rostocker Straße ab Hanseatenstraße in Richtung Nordnordwesten bis zur Briesker Straße; weiterer Verlauf ab Hanseatenstraße in Richtung Südosten als Seeadlerstraße | weitere Bilder \| Wikidata |
| Häuerstraße (Lage)                  | - verläuft als südliche Parallelstraße der Adolf-Hennecke-Straße ab Bergbaustraße in westliche Richtung bis zur Bergwerkstraße und Verbindungsstraße zur Glück-Auf-Straße | weitere Bilder \| Wikidata |
| Heinrichstraße (Lage)               | - verläuft westlich der Kerneckestraße von der Ernst-Thälmann-Straße in Richtung Nordwesten; weiterer Verlauf am nordwestlichen Ende in Richtung Südwesten als Karl-Ziehm-Straße | weitere Bilder \| Wikidata |
| Herderstraße (Lage)                 | - verläuft von der Großenhainer Straße Richtung Nordnordwesten als westliche Parallelstraße der Fichtestraße bis zur Damaschkestraße - benannt nach dem Philosophen Johann Gottfried Herder - die Häuser Herderstraße 1–4, 6 sind als Teil der Wohnsiedlung mit Damaschkestraße 9–16, 18, 20, Großenhainer Straße 41–51 (ungerade), Lessingstraße 2–12 (gerade) denkmalgeschützt (angelegt 1952–1956) | weitere Bilder \| Wikidata |
| Hermannsplatz (Lage)                | - Verlängerung der Damaschkestraße Richtung Ostnordosten, an nordwestlicher Ecke Abzweig der Goethestraße, an südöstlicher Ecke Abzweig der Fichtestraße | weitere Bilder \| Wikidata |
| Hörlitzer Straße (Lage)             | - verläuft ab Ernst-Thälmann-Straße/Großenhainer Straße in westliche Richtung; endet nach Schwarzer Weg als nach Norden abbiegende Stichstraße bei Snowtropolis Skihalle; ebenfalls als südliche Parallelstraße der Hörlitzer Straße ab Wilhelm-Pieck-Straße in westliche Richtung, am westlichen Ende Abbiegung nach Norden, führt dort wieder auf die eigentliche Hörlitzer Straße - als zusammenhängendes Wohngebiet mit Albert-Schweitzer-Straße zwischen Bahnstrecke Großenhain–Cottbus, Klettwitzer Straße und Straße des Bergmanns von 1964 bis 1966 angelegt - nach Rückbau der Wohnblöcke, Bebauung mit Eigenheimen 2012/2013 - benannt nach dem Ort Hörlitz - denkmalgeschützte Steinkreuzstele mit eingravierter Jahreszahl 1766 an der Einmündung zur Großenhainer Straße; Erlebnisbad, Skihalle Snow-Tropolis | weitere Bilder \| Wikidata |
| Hoynstraße (Lage)                   | - verläuft von der Briesker Straße als westliche Parallelstraße der Rostocker Straße in Richtung Südsüdosten, biegt dann Richtung Nordosten ab, um als nördliche Parallelstraße der Hanseatenstraße kurz vor der Rostocker Straße als Stichstraße zu enden - Flurname mit slawischen Ursprung, Hoygk für zwischen Hügeln geschützte Stelle, wo warme Winde wehen | weitere Bilder \| Wikidata |
| Hüttenstraße (Lage)                 | - östliche Parallelstraße der Sternstraße, führt von Spremberger Straße im Süden bis zur Tennigstraße | Wikidata                   |
| Jahnstraße (Lage)                   | - westliche Parallelstraße der Kochstraße, führt von der Eisenbahnstraße im Süden bis zur Mittelstraße; ebenfalls kurze Stichstraße von der Jahnstraße aus Richtung Westen südlich der Mittelstraße (Parallelstraße der Mittelstraße) - benannt nach dem Pädagogen Friedrich Ludwig Jahn | weitere Bilder \| Wikidata |
| Joachim-Gottschalk-Straße (Lage)    | - verläuft in Richtung Südwest bis kurz vor die Kreuzung Bahnhofstraße/Steindamm, südliche Parallelstraße der Laugkstraße - ehemaliger Name Wiesenstraße - benannt nach dem Schauspieler Joachim Gottschalk - denkmalgeschütztes ehemaliges Arbeitsamt in der Nr. 22 sowie geschütztes Wohnhaus in der Nr. 12a; Förderschule Marianne Seidel-Schule (Nr. 17) - mündet in der Gartensparte Neue Erde | weitere Bilder \| Wikidata |
| Johannes-R.-Becher-Straße (Lage)    | - verläuft als nördliche Parallelstraße der Briesker Straße von der Wilhelm-Pieck-Straße in Richtung Südwesten, biegt dann am Ende in Richtung Nordwesten ab und läuft damit bis kurz vor den Bahndamm parallel zur Wilhelm-Pieck-Straße, biegt dann nach Nordosten ab (läuft damit parallel zum Bahndamm), um dann kurz vor der Wilhelm-Pieck Straße in einer Südkurve nördlich parallel zur Otto-Nuschke-Straße in die nach Nordwesten führende Johannes-R.-Becher-Straße zu münden - als zusammenhängendes Wohngebiet mit Otto-Nuschke-Straße und Wilhelm-Külz-Straße südwestlich der Wilhelm-Pieck-Straße zwischen Bahnstrecke Großenhain–Cottbus und Briesker Straße von 1961 bis 1963 angelegt - Rückbau des Wohnblocks Nr. 46–52 im Dezember 2023/Januar 2024 - Regenbogen-Grundschule (ehemalige POS VI Fritz Weineck) - benannt nach dem Schriftsteller Johannes R. Becher | weitere Bilder \| Wikidata |
| Jüttendorfer Anger (Lage)           | - Verläuft von der Westpromende/Kreuzstraße bis Briesker Straße - Bebauung: Jüttendorfer Anger mit den denkmalgeschützten Bürgerhäusern Nr. 45, 47 und 49 und Drogerie „Glück Auf“ sowie Hotel Kronprinz - am 1. Dezember 2019 Nr. 38–66 der Ernst-Thälmann-Straße umbenannt in Jüttendorfer Anger - benannt nach dem eingemeindeten Dorf Jüttendorf | weitere Bilder \| Wikidata |
| Jüttendorfer Straße (Lage)          | - Stichstraße, die nördlich der Briesker Straße von der Charlottenstraße in Richtung Südwesten führt; südliche Parallelstraße der Stichstraße Charlottenstraße - benannt nach dem eingemeindeten Ort Jüttendorf; ehemaliger Name Schützenstraße | weitere Bilder \| Wikidata |
| Karlstraße (Lage)                   | - verläuft südlich des Kurzen Wegs von der Calauer Straße nach Osten bis zur Sternstraße; parallel zum Kurzen Weg - ehemals Carlstraße | Wikidata                   |
| Karl-Ziehm-Straße (Lage)            | - verläuft westlich der Heinrichstraße von der Ernst-Thälmann-Straße (ehemals Augustastraße) in Richtung Nordosten zur ehemaligen Bahnstrecke Lübbenau–Kamenz; weiterer Verlauf am nordöstlichen Ende in Richtung Südosten als Heinrichstraße - 1927 benannt nach dem Bürgermeister Karl Ziehm (Amtszeit: 1896–1913) | weitere Bilder \| Wikidata |
| Kerneckestraße (Lage)               | - Stichstraße, die westlich der August-Bebel-Straße (westlich vom Alten Friedhof) von der Ernst-Thälmann-Straße in Richtung Norden verläuft | weitere Bilder \| Wikidata |
| Kirchgasse (Lage)                   | - verläuft östlich der Bahnhofstraße (Enge Bahnhofstraße) ab Baderstraße in südöstliche Richtung bis zum Kirchplatz; weiterer Verlauf ab Kirchplatz als Baderstraße | weitere Bilder \| Wikidata |
| Kirchplatz (Lage)                   | - grenzt nordöstlich an den Markt an, weiterer Verlauf in Richtung Osten als Burglehnstraße - denkmalgeschützte Deutsche oder evangelische Peter-Paul-Kirche sowie denkmalgeschützte Bebauung (unter anderem ehemalige Mädchenschule Nr. 18 oder Subdiakonat) | weitere Bilder \| Wikidata |
| Kleinkoschener Straße (Lage)        | - verläuft von der Buchwalder Straße in Richtung Nordosten bis zur B 96 (Knappenstraße) - benannt nach dem Ort Kleinkoschen (führt in diese Richtung) | Wikidata                   |
| Klettwitzer Straße (Lage)           | - verläuft ab Rudolf-Harbig-Straße/Straße des Bergmanns in nordwestliche Richtung bis zur Eisenbahnstraße; weiterer Verlauf in nordwestliche Richtung ab Einmündung Eisenbahnstraße als L60, weiterer Verlauf ab Rudolf-Harbig-Straße/Straße des Bergmanns in südöstliche Richtung als Ernst-Thälmann-Straße - benannt dem Ort Klettwitz (führt in diese Richtung) - ehemalige Glashütte der Gebrüder Seidensticker - Lore und Findling mit Senftenberger Wappen an der Straße aufgestellt | weitere Bilder \| Wikidata |
| Knappenstraße (Lage)                | - B 96 zwischen Grünstraße und Buchwalder Straße; verläuft ab Grünstraße in östliche Richtung, Abbiegung nach Süden, ab Kleinkoschener Straße wieder nach Osten bis zur Buchwalder Straße | weitere Bilder \| Wikidata |
| Kochstraße (Lage)                   | - westliche Parallelstraße der Professor-Billroth-Straße, führt von der Eisenbahnstraße im Süden bis zur Mittelstraße (kleine S-Kurve auf der Hälfte) - benannt nach dem Mediziner Robert Koch | weitere Bilder \| Wikidata |
| Kormoranstraße (Lage)               | - verläuft von der Hanseatenstraße in südöstliche Richtung, am südlichen Ende Abbiegung nach Nordosten, weiterer Verlauf als Geschwister-Scholl-Straße; weiterer Verlauf ab Hanseatenstraße in Richtung Nordwesten als Lerchenweg - als zusammenhängendes Wohngebiet Am Senftenberger See mit Rostocker Straße, Ahlbecker Straße, Greifswalder Straße, Stralsunder Straße, Ückeritzer Straße und Usedomer Straße zwischen der Vogelsiedlung, Briesker Straße, der Schwarzen Elster und der Stadtgrenze zu Brieske sowie Hanseatenstraße, Fischreiherstraße, Kranichstraße, Möwenstraße und Seeadlerstraße zwischen Vogelsiedlung, Schwarzer Elster und der ehemaligen Bahnstrecke Lübbenau–Kamenz von 1971 bis 1976 angelegt - als Naturdenkmal geschützte Stieleiche vor der Nr. 14 | weitere Bilder \| Wikidata |
| Kranichstraße (Lage)                | - verläuft als westliche Parallelstraße der Seeadlerstraße (östlicher Teil) und als östliche Parallelstraße der Seeadlerstraße (westlicher Teil) von der Hanseatenstraße bis zur Seeadlerstraße (südlicher Teil) in Richtung Südosten; weiterer Verlauf ab Hanseatenstraße in Richtung Nordwesten als Wolschinkastraße - als zusammenhängendes Wohngebiet Am Senftenberger See mit Rostocker Straße, Ahlbecker Straße, Greifswalder Straße, Stralsunder Straße, Ückeritzer Straße und Usedomer Straße zwischen der Vogelsiedlung, Briesker Straße, der Schwarzen Elster und der Stadtgrenze zu Brieske sowie Hanseatenstraße, Fischreiherstraße, Kormoranstraße, Möwenstraße und Seeadlerstraße zwischen Vogelsiedlung, Schwarzer Elster und der ehemaligen Bahnstrecke Lübbenau–Kamenz von 1971 bis 1976 angelegt - Rückbau von Wonhblöcken Nr. 1–13 zur Hanseatenstraße Nr. 14–22 im Jahr 2004 | weitere Bilder \| Wikidata |
| Krankenhausstraße (Lage)            | - von der Calauer Straße Richtung Südwesten bis zur Lindenstraße; weiterer Verlauf ab Lindenstraße als Großenhainer Straße - benannt nach dem Krankenhaus (denkmalgeschützt) (heute Teil des Klinikums Niederlausitz), Stadtbibliothek (Nr. 4); wurde von der Bahnstrecke Schipkau–Senftenberg an der Einmündung der Eisenbahnstraße überführt | weitere Bilder \| Wikidata |
| Kreuzstraße (Lage)                  | - verläuft ab Markt in Richtung Nordwest bis zur Westpromenade/Ernst-Thälmann-Straße; weiterer Verlauf ab Markt Richtung Südost als Schloßstraße - Name ist abgeleitet von der ehemaligen Kapelle Zum Heiligen Kreuz in Jüttendorf, war ebenfalls namensgebend für das Kreuztor, das bis 1848 in der Kreuzstraße stand - denkmalgeschützter ehemaliger Gasthof „Goldenes Roß“ | weitere Bilder \| Wikidata |
| Kurzer Weg (Lage)                   | - verläuft südlich der Parzellenstraße von der Calauer Straße nach Osten bis zur Sternstraße; parallel zur Parzellenstraße - am 1. Dezember 2019 umbenannt von Kurze Straße (Hinweis: ehemaliger Name der Bärengasse lautet ebenfalls Kurze Straße) | Wikidata                   |
| Laugkfeld (Lage)                    | - Gewerbegebiet südwestlich der Einmündung B 169 in die B 96; besteht aus drei parallel verlaufenden Straßen von der nach Süden laufenden B 96 aus in nordöstliche Richtung und aus zwei diese begrenzenden nach Südosten verlaufenden Straßen von der nach Südwesten verlaufenden B 96 aus direkt nach der Einmündung der B 169 | Wikidata                   |
| Laugkstraße (Lage)                  | - nordöstlicher Verlauf von der Bahnhofstraße bis zur südöstlich verlaufenden Roßkaupe; südliche Parallelstraße der Puschkinstraße; ab Roßkaupe weiterer Verlauf als unbenannte Stichstraße - benannt nach dem Feuchtgebiet Laugkfeld, dieser Flurname ist möglicherweise slawischen Ursprungs und steht für das Quaken der Frösche - Bebebauung als Wohngebiet mit Rathenaustraße und Gerhart-Hauptmann-Straße um 1970 - zwei Plastiken „Hockende“ und „Stehende“ von Jürgen von Woyski vor dem Gebäude der Stadtwerke Senftenberg | weitere Bilder \| Wikidata |
| Lerchenweg (Lage)                   | - Stichstraße, die als östliche Parallelstraße zum Meisenweg ab Hanseatenstraße in Richtung Nordnordwesten führt; weiterer Verlauf ab Hanseatenstraße in Richtung Südwesten als Kormoranstraße - angelegt in den 1930er Jahren unter Bürgermeister James Legau als Teil der heute so bezeichneten Vogelsiedlung - ehemaliger Name Lettow-Vorbeck-Straße nach dem Afrikageneral Paul von Lettow-Vorbeck | weitere Bilder \| Wikidata |
| Lessingstraße (Lage)                | - verläuft zwischen Windmühlenweg und Goethestraße ab der Eisenbahnstraße Richtung Südsüdost bis zur Damaschkestraße; westliche Parallelstraße der Goethestraße - benannt nach dem Dichter Gotthold Ephraim Lessing - die Häuser Lessingstraße 2–12 (gerade) sind als Teil der Wohnsiedlung mit Damaschkestraße 9–16, 18, 20, Großenhainer Straße 41–51 (ungerade), Herderstraße 1–4, 6 denkmalgeschützt (angelegt 1952–1956) | weitere Bilder \| Wikidata |
| Lilienweg (Lage)                    | - am 1. Dezember 2019 umbenannt von Eigenheimweg zwei Stichstraßen, die als östliche Parallelstraßen zur Wilhelm-Pieck-Straße von der Hörlitzer Straße Richtung Süden verlaufen - Nr. 1–18 des Eigenheimwegs umbenannt in Lilienweg (Nr. 19–34 umbenannt in Maiglöckchenweg) | weitere Bilder \| Wikidata |
| Lindenstraße (Lage)                 | - verläuft Richtung Nordnordwesten ab der Kreuzung August-Bebel-Straße/Moritzstraße bis zur Mittelstraße; ebenfalls Straße südlich der Stichstraße Jahnstraße Richtung Osten bis zur Jahnstraße (Parallelstraße der Stichstraße Jahnstraße); ebenfalls kurze Stichstraße ab Einmündung in die Mittelstraße Richtung Nordwesten - nördlicher Verlauf durch den Tagebau devastiert, davor verlegt; alter Name Sauoer Straße (benannt nach dem Ort Sauo) | weitere Bilder \| Wikidata |
| Louis-Fürnberg-Straße (Lage)        | - verläuft als nördliche Straße zur Bernhard-Kellermann-Straße von der Adam-Scharrer-Straße in Richtung Südwesten, am südwestlichen Ende Abbiegung nach Südosten bis zur Bernhard-Kellermann-Straße; weiterer Verlauf von der Adam-Scharrer-Straße in Richtung Nordosten als Erich-Weinert-Straße; ebenfalls als nördliche Parallelstraße der Louis-Fürnberg-Straße/Erich-Weinert-Straße über die gesamte Länge mit Beginn am südwestlichen Ende der Louis Fürnberg-Straße über eine Kehre Nordwesten wieder nach Nordosten, um dann am nordöstlichen Ende über eine Kehre Südosten wieder in die Erich-Weinert-Straße zu münden; ebenfalls vom südwestlichen Ende der Louis-Fürnberg-Straße als Kreisstraße in Richtung Südwesten/Südosten/Nordosten wieder auf die nach Südosten führende und auf die Bernhard-Kellermann-Straße führende Louis-Fürnberg-Straße - als zusammenhängendes Wohngebiet mit Bertolt-Brecht-Straße, Bernhard-Kellermann-Straße, Paul-Rilla-Straße, Erich-Weinert-Straße, F.-C.-Weiskopf-Straße, Adam-Scharrer-Straße und Friedrich-Wolf-Straße nordöstlich der Wilhelm-Pieck-Straße zwischen Bahnstrecke Großenhain–Cottbus, Briesker Straße, Ernst-Thälmann-Straße und der ehemaligen Eisenbahnstrecke Lübbenau–Kamenz zwischen 1958 und 1961 angelegt - nach dem Schriftsteller Louis Fürnberg benannt | weitere Bilder \| Wikidata |
| Maiglöckchenweg (Lage)              | - am 1. Dezember 2019 umbenannt von Eigenheimweg zwei Stichstraßen, die als östliche Parallelstraßen zur Wilhelm-Pieck-Straße von der Hörlitzer Straße Richtung Süden verlaufen - Nr. 19–34 des Eigenheimwegs umbenannt in Maiglöckchenweg (Nr. 1–18 umbenannt in Lilienweg) | weitere Bilder \| Wikidata |
| Markt (Lage)                        | - Platz im Zentrum Senftenbergs; ausführende Straßen: Richtung Norden Bahnhofstraße (Enge Bahnhofstraße), Richtung Westen Kreuzstraße, Richtung Süden (westliche Seite) Schmiedestraße, Richtung Süden (östliche Seite) Rathausstraße, Richtung Osten Schloßstraße, Richtung Nordosten Kirchplatz - Kopie der Kursächsischen Postmeilensäule; Rathaus (1998 erbaut), Adler-Apotheke sowie das älteste Haus Senftenbergs (Nr. 15) von 1675 - ehemalige Bebauung: Stahlbetonmast in der Mitte des Marktes; Südseite Hotel Zur Sonne - vier Stolpersteine | weitere Bilder \| Wikidata |
| Marthastraße (Lage)                 | - Stichstraße in westliche Richtung vom nördlichen Ende der Elsestraße aus | weitere Bilder \| Wikidata |
| Meilenweg (Lage)                    | - östliche Stichstraße von der Straße des Sports aus zwischen An der Turnstraße und An der Sporthalle | Wikidata                   |
| Meisenweg (Lage)                    | - verläuft als östliche Parallelstraße zum Nachtigallenweg ab Polenzweg in Richtung Nordnordwesten bis zur Briesker Straße - angelegt in den 1930er Jahren unter Bürgermeister James Legau als Teil der heute so bezeichneten Vogelsiedlung - ehemaliger Name Wissmannweg nach dem Afrikaforscher Hermann von Wissmann | weitere Bilder \| Wikidata |
| Mittelstraße (Lage)                 | - verläuft südlich der Grenzstraße von der Calauer Straße nach Westen bis zur Lindenstraße; parallel zur Grenzstraße | weitere Bilder \| Wikidata |
| Moritzstraße (Lage)                 | - verläuft ab Bahnhofstraße in südwestliche Richtung bis August-Bebel-Straße, da Übergang in Lindenstraße; ab Einmündung Felix-Spiro-Straße Abbiegung in westliche Richtung - ehemaliger Name Straße der Jugend von DDR-Zeiten bis zum 1. Dezember 2019; davor Moritzstraße | weitere Bilder \| Wikidata |
| Möwenstraße (Lage)                  | - Stichstraße, die als südliche Parallelstraße der Hanseatenstraße von der Seeadlerstraße (östlicher Teil) in Richtung Nordosten verläuft - als zusammenhängendes Wohngebiet Am Senftenberger See mit Rostocker Straße, Ahlbecker Straße, Greifswalder Straße, Stralsunder Straße, Ückeritzer Straße und Usedomer Straße zwischen der Vogelsiedlung, Briesker Straße, der Schwarzen Elster und der Stadtgrenze zu Brieske sowie Hanseatenstraße, Fischreiherstraße, Kranichstraße, Kormoranstraße und Seeadlerstraße zwischen Vogelsiedlung, Schwarzer Elster und der ehemaligen Bahnstrecke Lübbenau–Kamenz von 1971 bis 1976 angelegt | weitere Bilder \| Wikidata |
| Mutzkstraße (Lage)                  | - Stichstraße, die als nördliche Parallelstraße der Friedenstraße von der August-Bebel-Straße in westliche Richtung verläuft - abgeleitet vom slawischen Flurnamen für Morast | weitere Bilder \| Wikidata |
| Nachtigallenweg (Lage)              | - verläuft als östliche Parallelstraße der Blankenbergstraße ab Hanseatenstraße in Richtung Nordnordwesten bis kurz vor die Briesker Straße, am nördlichen Ende Abbiegung nach Osten bis zur Einmündung in den Meisenweg; weiterer Verlauf ab Hanseatenstraße in Richtung Südosten als Seeadlerstraße (östlicher Teil) - angelegt in den 1930er Jahren unter Bürgermeister James Legau als Teil der heute so bezeichneten Vogelsiedlung - ehemaliger Name Nachtigalweg nach Gustav Nachtigal | weitere Bilder \| Wikidata |
| Nelkenweg (Lage)                    | - südsüdwestlicher Verlauf vom westlichen Ende An der Ingenieurschule bis zur Hörlitzer Straße; östliche Parallelstraße der Straße des Bergmanns - ursprünglicher Name Reichenberger Straße; angelegt als Teil der Siedlung Am Kreuzchen 1937–1939 | weitere Bilder \| Wikidata |
| Niemtscher Weg (Lage)               | - verläuft als östliche Parallelstraße der Briesker Straße in südliche Richtung bis zur Adolf-Hennecke-Straße/Hanseatenstraße; weiterer Verlauf Richtung Norden ab Abbiegung in Richtung Westen als Wehrstraße - benannt nach dem Ort Niemtsch (Richtung der Straße); ehemaliger Verlauf bis zur Feldmark Niemtsch - ehemalige Überführung der Bahnstrecke Lübbenau–Kamenz bei der heutigen Einmündung zur Hanseatenstraße - Rückbau der Altstadtbebauung und Bau von Kohleersatzwohnnungen zusammen mit Am Hotel, Am Neumarkt, Wehrstraße, Rosenstraße und Schulstraße Anfang bis Mitte der 1980er-Jahre - als Naturdenkmal geschützte Roteiche an der Einmündung zur Hanseatenstraße | weitere Bilder \| Wikidata |
| Ostpromenade (Lage)                 | - verläuft von der Grünstraße in nordöstliche Richtung als Stichstraße bis kurz vor die B 96, südliche Parallelstraße der Joachim-Gottschalk-Straße - ursprünglich war auch der Teil des heutigen Steindamms von der Bahnhofstraße bis zum Amtsgericht als Promenade Ost oder Ostpromenade Teil der Ostpromenade; zwischenzeitliche Umbenennung in Adolf-Hitler-Promenade und Stalinstraße - mündet in der Gartensparte Neue Erde | weitere Bilder \| Wikidata |
| Otto-Nuschke-Straße (Lage)          | - verläuft als nördliche Parallelstraße der Wilhelm-Külz-Straße von der Wilhelm-Pieck-Straße bis zur nach Nordwesten laufenden Johannes-R.-Becher-Straße - als zusammenhängendes Wohngebiet mit Johannes-R.-Becher-Straße und Wilhelm-Külz-Straße südwestlich der Wilhelm-Pieck-Straße zwischen Bahnstrecke Großenhain–Cottbus und Briesker Straße von 1961 bis 1963 angelegt - benannt nach dem Politiker Otto Nuschke | weitere Bilder \| Wikidata |
| Parallelweg (Lage)                  | - Verbindungsweg von der Ernst-Thälmann-Straße zum Windmühlenweg, südlich der Wohnheime der BTU Cottbus-Senftenberg, entlang der Bahnstrecke | weitere Bilder             |
| Parzellenstraße (Lage)              | - verläuft südlich der Ziegeleistraße von der Calauer Straße nach Osten bis zur Sternstraße | Wikidata                   |
| Paulinenstraße (Lage)               | - Stichstraße, die von der Reyersbachstraße in südliche Richtung bis kurz vor die Westpromenade verläuft, westliche Parallelstraße der Bahnhofstraße | weitere Bilder \| Wikidata |
| Paul-Rilla-Straße (Lage)            | - verläuft als östliche Parallelstraße der Adam-Scharrer-Straße von der Bernhard-Kellermann-Straße in nordwestliche Richtung bis zur Erich-Weinert-Straße - als zusammenhängendes Wohngebiet mit Bertolt-Brecht-Straße, Bernhard-Kellermann-Straße, Erich-Weinert-Straße, Louis-Fürnberg-Straße, F.-C.-Weiskopf-Straße, Adam-Scharrer-Straße und Friedrich-Wolf-Straße nordöstlich der Wilhelm-Pieck-Straße zwischen Bahnstrecke Großenhain–Cottbus, Briesker Straße, Ernst-Thälmann-Straße und der ehemaligen Eisenbahnstrecke Lübbenau–Kamenz zwischen 1958 und 1961 angelegt - benannt nach dem Literaturwissenschaftler Paul Rilla | weitere Bilder \| Wikidata |
| Polenzweg (Lage)                    | - verläuft als nördliche Parallelstraße der Hanseatenstraße ab unbekannter westlicher Parallelstraße zum Niemtscher Weg in südwestliche Richtung bis zur Rostocker Straße (zwischen Blankenbergstraße und Wolschinkastraße nur Radweg); weiterer Verlauf ab Rostocker Straße in Richtung Südwesten als Hoynstraße - benannt nach dem Landvogt der Niederlausitz Hans von Polenz | weitere Bilder \| Wikidata |
| Professor-Billroth-Straße (Lage)    | - westliche Parallelstraße der Professor-Virchow-Straße, Stichstraße von der Eisenbahnstraße Richtung Norden - ehemaliger Name Wilhelmstraße - benannt nach dem Mediziner Theodor Billroth | weitere Bilder \| Wikidata |
| Professor-Virchow-Straße (Lage)     | - westliche Parallelstraße der Dr.-Dorothea-Erxleben-Straße, führt von der Eisenbahnstraße in Richtung Norden bis zur Mittelstraße - ehemaliger Name Friedrichstraße - benannt nach dem Mediziner Rudolf Virchow | weitere Bilder \| Wikidata |
| Puschkinstraße (Lage)               | - nordöstlicher Verlauf von der Bahnhofstraße bis zur südsüdöstlich verlaufenden Roßkaupe - ehemalige Bezeichnung Albertstraße - benannt nach Schriftsteller Alexander Puschkin | weitere Bilder \| Wikidata |
| Radojewskistraße (Lage)             | - verläuft ab August-Bebel-Straße in östliche Richtung im Bogen nach Süden bis zur Friedenstraße; nördliche Parallelstraße der Mutzkstraße; weiterer Verlauf ab August-Bebel-Straße in östlicher Richtung als Robert-Harnau-Straße - als zusammenhängendes Wohngebiet mit August-Bebel-Straße, Friedenstraße, Reyersbachstraße und Robert-Harnau-Straße Anfang bis Mitte der 1980er-Jahre angelegt, dabei wurde die alte Struktur von Jüttendorf und Thamm überbaut - Rückbau der Plattenbauten im Jahr 2007; nach Rückbau der Wohnblöcke, Bebauung mit Eigenheimen 2012/2013 | weitere Bilder \| Wikidata |
| Rathausstraße (Lage)                | - östliche Parallelstraße der Schmiedestraße, verläuft vom Markt in südsüdwestliche Richtung bis zur Ritterstraße | weitere Bilder \| Wikidata |
| Rathenaustraße (Lage)               | - verläuft in südöstliche Richtung ab Puschkinstraße bis zur Joachim-Gottschalk-Straße, westliche Parallelstraße der Roßkaupe; weiterer Verlauf als unbenannte Straße bis zur Ostpromenade - benannt nach dem Politiker Walther Rathenau - Theater Neue Bühne Senftenberg - denkmalgeschützte Walther-Rathenau-Grundschule, erbaut von Bruno und Max Taut (ehemals Gymnasium, später POS II) - Bebebauung als Wohngebiet mit Laugkstraße und Gerhart-Hauptmann-Straße um 1970 - als Naturdenkmal geschützte Platane auf dem Gelände der Neuen Bühne | weitere Bilder \| Wikidata |
| Reyersbachstraße (Lage)             | - verläuft ab der Bahnhofstraße in südwestliche Richtung bis zur Paulinenstraße, ab dort weiter in westliche Richtung bis zur August-Bebel-Straße; weiterer Verlauf ab Bahnhofstraße in nordöstliche Richtung als Laugkstraße; ebenfalls als östliche Parallelstraße der August-Bebel-Straße ab dem Jüttendorfer Anger in nördliche Richtung bis zur Reyersbachstraße; weiterer Verlauf in nördliche Richtung als Robert-Harnau-Straße; ebenfalls als in östliche Richtung führende Stichstraße von der nach Norden führenden Reyersbachstraße zwischen Ernst-Thälmann-Straße und der Reyersbachstraße - ehemalige Name Annastraße - benannt nach dem jüdischen NS-Opfer Rudolf Reyersbach - als zusammenhängendes Wohngebiet mit August-Bebel-Straße, Friedenstraße, Robert-Harnau-Straße und Radojewskistraße Anfang bis Mitte der 1980er-Jahre angelegt, dabei wurde die alte Struktur von Jüttendorf und Thamm überbaut - Rückbau eines Wohnblocks im Jahr 2011 - denkmalgeschützte Wohnhäuser Nr. 7 und 9; ehemals bebaut mit der POS IX Ho Chi Minh (1984) | weitere Bilder \| Wikidata |
| Ritterstraße (Lage)                 | - verläuft westlich von Steindamm ab Schloßstraße als Bogen im Uhrzeigersinn nach Südwesten/Westen/Nordwesten bis zur Schmiedestraße; weiterer Verlauf in Richtung Nordwesten ab Schmiedestraße als Salzmarktstraße, weiterer Verlauf ab Schloßstraße in Richtung Osten/Nordosten als Burglehnstraße; ebenfalls als westliche Parallelstraße der Schloßstraße zwischen Steindamm und Ritterstraße - denkmalgeschütztes Haus Nr. 7 - Schloßparkcenter | weitere Bilder \| Wikidata |
| Robert-Harnau-Straße (Lage)         | - östliche Parallelstraße der August-Bebel-Straße; führt ab Reyersbachstraße in nördliche Richtung, am Ende der Straße Abbiegung nach Westen und Einmündung in die August-Bebel-Straße; weiterer Verlauf in westliche Richtung als Radojewskistraße, weiterer Verlauf in südliche Richtung als Reyersbachstraße (bis zur Ernst-Thälmann-Straße) - als zusammenhängendes Wohngebiet mit August-Bebel-Straße, Friedenstraße, Reyersbachstraße und Radojewskistraße Anfang bis Mitte der 1980er-Jahre angelegt, dabei wurde die alte Struktur von Jüttendorf und Thamm überbaut - nach Rückbau der Wohnblöcke, Bebauung mit Eigenheimen 2012/2013 - benannt nach dem Politiker Robert Harnau | weitere Bilder \| Wikidata |
| Rosenstraße (Lage)                  | - verläuft vom Jüttendorfer Anger in südliche Richtung bis Schulstraße; westliche Parallelstraße zur Schmiedegasse; weiterer Verlauf ab Schulstraße Richtung Süden als Bergwerkstraße - Rückbau der Altstadtbebauung und Bau von Kohleersatzwohnnungen zusammen mit Am Hotel, Am Neumarkt, Wehrstraße, Niemtscher Weg und Schulstraße Anfang bis Mitte der 1980er-Jahre - Rückbau des Wohnblocks Nr. 18–22 in den Jahren 2008/2009 | weitere Bilder \| Wikidata |
| Roßkaupe (Lage)                     | - verläuft in ostnordöstliche Richtung zwischen Sedlitzer Straße und Laugkstraße, weiterer Verlauf als unbenannte Straße bis zur Ostpromenade - benannt nach einer erhöhten Stelle im Laugk (Sumpfgebiet), wo Pferde geweidet werden konnten | weitere Bilder \| Wikidata |
| Rostocker Straße (Lage)             | - verläuft ab der Hanseatenstraße in nordnordwestliche Richtung bis zur Briesker Straße; weiterer Verlauf ab Briesker Straße in Richtung Nordwesten als Wilhelm-Pieck-Straße, weiterer Verlauf ab Hanseatenstraße in Richtung Südosten als Fischreiherstraße - als zusammenhängendes Wohngebiet Am Senftenberger See mit Ahlbecker Straße, Greifswalder Straße, Stralsunder Straße, Ückeritzer Straße und Usedomer Straße zwischen der Vogelsiedlung, Briesker Straße, der Schwarzen Elster und der Stadtgrenze zu Brieske sowie Hanseatenstraße, Fischreiherstraße, Kranichstraße, Kormoranstraße, Möwenstraße und Seeadlerstraße zwischen Vogelsiedlung, Schwarzer Elster und der ehemaligen Bahnstrecke Lübbenau–Kamenz von 1971 bis 1976 angelegt - benannt nach der Hansestadt Rostock | weitere Bilder \| Wikidata |
| Rudolf-Breitscheid-Straße (Lage)    | - westliche Parallelstraße der Bahnhofstraße; verläuft ab Westpromenade in nördliche Richtung bis zur Moritzstraße - ehemaliger Name Gartenstraße - benannt nach Rudolf Breitscheid - Bebauung: Alte Feuerwache, Polizeiwache und Jugendhaus Pegasus; ehemalige Bebauung: Gesellschaftshaus (später Haus der Werktätigen) | weitere Bilder \| Wikidata |
| Rudolf-Harbig-Straße (Lage)         | - verläuft in südsüdwestliche Richtung von der Eisenbahnstraße bis zur Klettwitzer Straße/Ernst-Thälmann-Straße; weiterer Verlauf als Straße des Bergmanns - benannt nach dem Leichtathleten Rudolf Harbig - ehemals Standort der Erweiterten Oberschule später Teil des Gymnasiums; Michael-Bautz-Sportpark; Innovationszentrum Senftenberg | weitere Bilder \| Wikidata |
| Salzmarktstraße (Lage)              | - verläuft gegen den Uhrzeigersinn in süd-/südöstliche Richtung von der Kreuzstraße bis zur Schmiedestraße; weiterer Verlauf ab Schmiedestraße in Richtung Osten als Ritterstraße, weiterer Verlauf ab Kreuzstraße in Richtung Norden/Nordosten als Töpferstraße - auf der kleine Freifläche an der Bärengasse wurde Salz verkauft. | weitere Bilder \| Wikidata |
| Schillerstraße (Lage)               | - verläuft als nördliche Parallelstraße der Damaschkestraße Richtung Südwesten ab der Goethestraße; hinter dem Windmühlenweg Abbiegung Richtung Nordwesten, dann weiter bis zur Rudolf-Harbig-Straße - benannt nach dem Dichter Friedrich Schiller | weitere Bilder \| Wikidata |
| Schloßstraße (Lage)                 | - verläuft ab Markt bis zum Schloß Senftenberg, ab Markt in östliche Richtung bis zum Steindamm, ab dort in südliche Richtung bis zum Schloß; weiterer Verlauf ab Markt in Richtung Nordwest als Kreuzstraße - führt zur Festung Senftenberg - denkmalgeschützte Häuser Nr. 6 und 16 | weitere Bilder \| Wikidata |
| Schmiedegasse (Lage)                | - verläuft zwischen Jüttendorfer Anger und Wehrstraße als westliche Parallelstraße zu Am Hotel in Richtung Süden - ehemals Dorf Jüttendorf; an der Ecke zur Ernst-Thälmann-Straße befand sich die Schmiede | weitere Bilder \| Wikidata |
| Schmiedestraße (Lage)               | - verläuft ab Markt in südsüdwestliche Richtung bis zur Schulstraße; weiterer Verlauf ab Markt in Richtung Nordnordosten als Bahnhofstraße (Enge Bahnhofstraße), weiterer Verlauf ab Schulstraße in Richtung Süden als Bergbaustraße; zusammen mit Enger Bahnhofstraße mittiger Verlauf in Richtung N-S durch Altstadt Senftenberg - Bebauung mit Sparkassenkomplex (1999 erbaut) - an der Ecke zur Ritterstraße befand sich die Schmiede | weitere Bilder \| Wikidata |
| Schulstraße (Lage)                  | - verläuft in westliche Richtung vom Steindamm bis zur Briesker Straße; ab Steindamm nördlich der Adolf-Hennecke-Straße in nordwestliche Richtung bis zur Bergbaustraße, dann westlicher Verlauf bis zum Niemtscher Weg; auf Höhe Rosenstraße/Bergbaustraße in westliche Richtung kurzer Versatz nach Norden, ab Niemtscher Weg Abbiegung nach Nordwest bis zur Briesker Straße; ab Bergbaustraße nördliche Parallelstraße der Adolf-Hennecke-Straße - Rückbau der Altstadtbebauung und Bau von Kohleersatzwohnnungen zusammen mit Am Hotel, Am Neumarkt, Wehrstraße, Niemtscher Weg und Rosenstraße Anfang bis Mitte der 1980er-Jahre - denkmalgeschützte Schule mit Turnhalle (Nr. 10) (ehemals POS I „Arthur Wölk“, Realschule) | weitere Bilder \| Wikidata |
| Schwarzer Weg (Lage)                | - verläuft westlich der Straße des Bergmanns in Richtung Nordnordwest ab der Hörlitzer Straße bis zur Klettwitzer Straße - nordöstlich des Stadtwalds - Rückbau der Plattenbauten im September 2016 | Wikidata                   |
| Sedlitzer Straße (Lage)             | - verläuft von der Bahnhofstraße nach Norden - benannt nach dem Ort Sedlitz - am 1. Dezember 2019 umbenannt von Cottbuser Straße | weitere Bilder \| Wikidata |
| Seeadlerstraße (Lage)               | - verläuft von der Hanseatenstraße in südöstliche Richtung als westliche Parallelstraße der Kormoranstraße, biegt dann in Richtung Südwesten ab, verläuft damit parallel zur Hanseatenstraße, biegt dann hinter der Kranichstraße wieder nach Nordwesten ab, mündet dann als westliche Parallelstraße der Kranichstraße wieder auf die Hanseatenstraße; weiterer Verlauf der östlichen Seeadlerstraße ab Hanseatenstraße in Richtung Nordwesten als Nachtigallenweg, weiterer Verlauf der westlichen Seeadlerstraße ab Hanseatenstraße in Richtung Nordwesten als Hauensteinstraße - als zusammenhängendes Wohngebiet Am Senftenberger See mit Rostocker Straße, Ahlbecker Straße, Greifswalder Straße, Stralsunder Straße, Ückeritzer Straße und Usedomer Straße zwischen der Vogelsiedlung, Briesker Straße, der Schwarzen Elster und der Stadtgrenze zu Brieske sowie Hanseatenstraße, Fischreiherstraße, Kranichstraße, Kormoranstraße und Möwenstraße zwischen Vogelsiedlung, Schwarzer Elster und der ehemaligen Bahnstrecke Lübbenau–Kamenz von 1971 bis 1976 angelegt - Rückbau Wohnblock Nr. 43–53 im Jahr 2003 - ehemalige Gaststätte „Seeblick“ mit Plastiken von Jürgen von Woyski | weitere Bilder             |
| Spremberger Straße (Lage)           | - von der Calauer Str. / Bahnhofstr. Richtung Nordosten bis zur Ziegeleistraße, dann Abbiegung Richtung Osten bis zur Unterführung Bundesstraße 169, weiterer Verlauf als unbenannte Straße Richtung Nordosten bis zum Kulturhaus Reppist - denkmalgeschütztes Kulturhaus Reppist und Verwaltungsgebäude in der Nr. 6; ehemalige Dampfmühle und Getreidesilo an der Ecke zur Bahnhofstraße | weitere Bilder             |
| Steigerstraße (Lage)                | - verläuft ab Adolf-Hennecke-Straße in Richtung Süden bis zur Straße der Energie; westliche Parallelstraße der Bergwerkstraße; weiterer Verlauf in Richtung Norden ab Adolf-Hennecke-Straße als Elsestraße - Grundschule am See (ehemalige POS VIII Kurt Uhlich) und Plastik „Die Badende“ von Ernst Sauer | weitere Bilder             |
| Steindamm (Lage)                    | - verläuft von Bahnhofstraße bis Am Salzgraben in süd-/südöstliche Richtung – verläuft ab Bahnhofstraße bis zur Ritterstraße im Uhrzeigersinn um das Stadtzentrum Senftenbergs, ab Ritterstraße Abbiegung in südwestliche Richtung bis zur Adolf-Hennecke-Straße, ab dort in südliche Richtung bis zur Abzweigung Dubinaweg, in nordöstliche Richtung bis Am Elsterdeich, dann wieder südöstlich bis Am Salzgraben; weiterer Verlauf nach Am Salzgraben als Buchwalder Straße, weiterer Verlauf nach Bahnhofstraße als Westpromenade; Begrenzung des Schlossparks - ehemaliger Name Dresdener Straße für den Verlauf von Schloßstraße bis Buchwalde; Gerichtstraße für den Bereich von der Grünstraße bis zur Schloßstraße; Promenade Ost oder Ostpromenade für den Abschnitt von der Bahnhofstraße bis Grünstraße; ehemaliger Name Stalinstraße - denkmalgeschützte Wendische Kirche, Villenanlage (Nr. 4), Amtsgericht Senftenberg und Festung Senftenberg; ehemalige Lehragksmühle am Standort der früheren Amtsmühle; Überführung der Schwarzen Elster - Stolperstein vor Nr. 17 | weitere Bilder             |
| Sternstraße (Lage)                  | - östliche Parallelstraße der Calauer Straße, führt von Spremberger Straße im Süden bis zur Parzellenstraße - nördlicher Teil wurde durch den Tagebau devastiert | weitere Bilder             |
| Stralsunder Straße (Lage)           | - verläuft ab Fischreiherstraße als südliche Parallelstraße der Hanseatenstraße in Richtung Südwesten; ab Ende Hanseatenstraße als südliche Parallelstraße der Usedomer Straße mit leichter S-Kurve; weiterer Verlauf in Richtung Südwesten als unbekannte Straße bis zur Niemtscher Straße (Einmündung nördlich des Totziggrabens) - als zusammenhängendes Wohngebiet Am Senftenberger See mit Rostocker Straße, Ahlbecker Straße, Greifswalder Straße, Ückeritzer Straße und Usedomer Straße zwischen der Vogelsiedlung, Briesker Straße, der Schwarzen Elster und der Stadtgrenze zu Brieske sowie Hanseatenstraße, Fischreiherstraße, Kranichstraße, Kormoranstraße, Möwenstraße und Seeadlerstraße zwischen Vogelsiedlung, Schwarzer Elster und der ehemaligen Bahnstrecke Lübbenau–Kamenz von 1971 bis 1976 angelegt - benannt nach der Hansestadt Stralsund | weitere Bilder             |
| Straße der Energie (Lage)           | - verläuft als südliche Parallelstraße der Glück-Auf-Straße ab Bergbaustraße in westliche Richtung bis zur Steigerstraße; ebenfalls ab Straße der Energie als östliche Parallelstraße der Steigerstraße in Richtung Norden bis zur Glück-Auf-Straße, weiterer Verlauf ab Glück-Auf-Straße Richtung Norden als Bergwerkstraße - Rückbau von Wohnblöcken im Jahr 2005 | weitere Bilder             |
| Straße des Bergmanns (Lage)         | - ab Klettwitzer Straße/Ernst-Thälmann-Straße Verlauf in südliche Richtung bis zur Hörlitzer Straße; weiterer Verlauf ab Hörlitzer Straße Richtung Süden als Wilhelm-Pieck-Straße, weiterer Verlauf Richtung Norden ab Klettwitzer Straße/Ernst-Thälmann-Straße als Rudolf-Harbig-Straße - ehemaliger Standort der POS V Otto Grotewohl (erbaut 1966) zwischen der Einmündung Albert-Schweitzer-Straße und Hörlitzer Straße | weitere Bilder             |
| Straße des Sports (Lage)            | - verläuft westlich des Windmühlenwegs von der Eisenbahnstraße aus Richtung Süden bis Schillerstraße - Bebauung: Niederlausitzhalle | weitere Bilder             |
| Taubenstraße (Lage)                 | - verläuft südlich der Karlstraße von der Calauer Straße nach Osten bis zur Sternstraße; parallel zur Karlstraße - Stolperstein vor Nr. 4 | weitere Bilder             |
| Tennigstraße (Lage)                 | - verläuft von der Sternstraße nach Osten bis zur Hüttenstraße; zwischen Taubenstraße und Spremberger Straße - abgeleitet vom slawischen Flurnamen für Waldgebiet |                            |
| Theaterpassage (Lage)               | - verläuft als südliche Parallelstraße der Puschkinstraße ab der Bahnhofstraße in nordöstliche Richtung bis zur Rathenaustraße; weiterer Verlauf ab Bahnhofstraße in Richtung Südwesten als Am Pionierhaus | weitere Bilder             |
| Töpferstraße (Lage)                 | - verläuft parallel südlich der Westpromenade von der Bahnhofstraße (Enge Bahnhofstraße) im Bogen in südwestliche Richtung bis zur Kreuzstraße; weiterer Verlauf ab Kreuzstraße in Richtung Süden als Salzmarktstraße, weiterer Verlauf ab Bahnhofstraße (Enge Bahnhofstraße) in Richtung Osten als Baderstraße - Wohnhäuser der Töpfer standen in dieser Straße, ihre Brennöfen standen wegen der Brandgefahrt außerhalb der Stadt im vor den Toren der Stadt gelegenen Jüttendorf | weitere Bilder             |
| Tulpenweg (Lage)                    | - Stichstraße, die als östliche Parallelstraße zum Dahlienweg von der Hörlitzer Straße Richtung Süden verläuft - ursprünglicher Name Egerweg; angelegt als Teil der Siedlung Am Kreuzchen 1937–1939 |                            |
| Ückeritzer Straße (Lage)            | - verläuft als westliche Parallelstraße der Greifswalder Straße von der Usedomer Straße in Richtung Nordwesten bis zur Ahlbecker Straße - als zusammenhängendes Wohngebiet Am Senftenberger See mit Rostocker Straße, Ahlbecker Straße, Greifswalder Straße, Stralsunder Straße und Usedomer Straße zwischen der Vogelsiedlung, Briesker Straße, der Schwarzen Elster und der Stadtgrenze zu Brieske sowie Hanseatenstraße, Fischreiherstraße, Kranichstraße, Kormoranstraße, Möwenstraße und Seeadlerstraße zwischen Vogelsiedlung, Schwarzer Elster und der ehemaligen Bahnstrecke Lübbenau–Kamenz von 1971 bis 1976 angelegt - 2005 Rückbau der Wohnblöcke Nr. 1–15 | weitere Bilder             |
| Universitätsplatz (Lage)            | - Einmündung von der Großenhainer Straße in die Straße An der Ingenieurschule (Fußgängerzone vor dem Gebäude 2 der Brandenburgischen Technischen Universität Cottbus-Senftenberg) - 2016 benannt - Brandenburgische Technische Universität Cottbus-Senftenberg mit Plastik Bergmann von Dorothea von Philipsborn | weitere Bilder             |
| Usedomer Straße (Lage)              | - verläuft als südliche Parallelstraße der Ahlbecker Straße von der Greifswalder Straße in Richtung Südwesten, biegt sm südwestlichen Ende nach Nordosten ab, um dann in die Briesker Straße zu münden - als zusammenhängendes Wohngebiet Am Senftenberger See mit Rostocker Straße, Ahlbecker Straße, Greifswalder Straße, Stralsunder Straße und Ückeritzer Straße zwischen der Vogelsiedlung, Briesker Straße, der Schwarzen Elster und der Stadtgrenze zu Brieske sowie Hanseatenstraße, Fischreiherstraße, Kranichstraße, Kormoranstraße, Möwenstraße und Seeadlerstraße zwischen Vogelsiedlung, Schwarzer Elster und der ehemaligen Bahnstrecke Lübbenau–Kamenz von 1971 bis 1976 angelegt - Bebauung wurde umgangssprachlich „Stadtmauer“ genannt, da die Wohnblöcke die Grenze um benachbarten Brieske bildeten - Rückbau Wohnblöcke Nr. 10–16 und Nr. 18–24 im Jahr 2003 | weitere Bilder             |
| Veilchenweg (Lage)                  | - Parallele Stichstraße westlich des Fliederweges von der Hörlitzer Straße aus in nördlicher Richtung - ursprünglicher Name Ostrauweg; angelegt als Teil der Siedlung Am Kreuzchen 1937–1939 | Wikidata                   |
| Wehrstraße (Lage)                   | - verläuft in westliche Richtung ab Am Hotel/Am Neumarkt als südliche Parallelstraße des Jüttendorfer Angers; weiterer Verlauf ab Abbiegung Richtung Südwest parallel zur Briesker Straße als Niemtscher Weg; ebenfalls Stichstraße Richtung Norden ab Wehrstraße/Niemtscher Weg - Rückbau der Altstadtbebauung und Bau von Kohleersatzwohnnungen zusammen mit Am Hotel, Am Neumarkt, Rosenstraße, Niemtscher Weg und Schulstraße Anfang bis Mitte der 1980er-Jahre - denkmalgeschützte Lutherkirche | weitere Bilder \| Wikidata |
| Westpromenade (Lage)                | - verläuft ab Bahnhofstraße in westliche Richtung bist zum Jüttendorfer Anger. - zum 1. Dezember 2019 wurden die ehemalige Ringstraße, Teil der Westpromenade | weitere Bilder \| Wikidata |
| Wilhelm-Külz-Straße (Lage)          | - verläuft als nördliche Parallelstraße der nach Südwesten laufenden Johannes-R.-Becher-Straße von der Wilhelm-Pieck-Straße bis zur nach Nordwesten laufenden Johannes-R.-Becher-Straße - als zusammenhängendes Wohngebiet mit Johannes-R.-Becher-Straße und Otto-Nuschke-Straße südwestlich der Wilhelm-Pieck-Straße zwischen Bahnstrecke Großenhain–Cottbus und Briesker Straße von 1961 bis 1963 angelegt - Rückbau Wohnblock Nr. 1–5 in den Jahren 2008/2009 - benannt nach dem Politiker Wilhelm Külz | weitere Bilder             |
| Wilhelm-Pieck-Straße (Lage)         | - ab Hörlitzer Straße Verlauf in südsüdöstliche Richtung bis zur Briesker Straße; weiterer Verlauf ab Briesker Straße Richtung Süden als Rostocker Straße, weiterer Verlauf Richtung Norden ab Hörlitzer Straße als Straße des Bergmanns; überführt die Bahnstrecke Großenhain–Cottbus - benannt nach dem Politiker Wilhelm Pieck - Rückbau des Wohnblocks Nr. 43–47 im Jahr 2009 unter anderem aufgrund von Schäden durch Orkan Kyrill im Jahr 2007 - Denkmal zur Namensverleihung „Wilhelm-Pieck-Straße“ | weitere Bilder             |
| Windmühlenweg (Lage)                | - westliche Parallelstraße der Lessingstraße; verläuft südsüdöstlich ab der Eisenbahnstraße über die Großenhainer Straße bis zur Bahnstrecke Großenhain–Cottbus - benannt nach der Windmühle, die auf der Eisenbahnstraße stand (westlich der Einmündung in die Eisenbahnstraße) - zwischen Großenhainer Straße und Bahnstrecke bebaut mit Wohnheimen 2 und 3 der Universität | weitere Bilder             |
| Wolschinkastraße (Lage)             | - verläuft als östliche Parallelstraße der Hauensteinstraße ab Hanseatenstraße in Richtung Nordnordwesten bis zur Briesker Straße; weiterer Verlauf ab Hanseatenstraße in Richtung Südosten als Kranichstraße - benannt nach dem Fluss Wolschinka | weitere Bilder             |
| Zeisigweg (Lage)                    | - verläuft von der nach Nordosten verlaufenden Hoynstraße als westliche Parallelstraße der Rostocker Straße als Stichstraße nach Norden | weitere Bilder \| Wikidata |
| Ziegeleistraße (Lage)               | - führt südlich der Bundesstraße 169 von der Calauer Straße nach Osten, mündet in die Spremberger Straße; parallel zur B 169; zusätzlich Stichstraße von der Spremberger Straße aus Richtung Nordnordwest kurz vor der Einmündung Ziegeleistraße in die Spremberger Straße |                            |

## Ehemalige Straßen oder Straßennamen
| Name                       | Anmerkungen |
| -------------------------- | --- |
| Adolfstraße                | - umbenannt in Amtsweg am 1. Juni 2024 |
| Adolf-Hitler-Promenade     | - umbenannt in Ostpromenade - benannt nach Adolf Hitler |
| Albertstraße               | - umbenannt in Puschkinstraße |
| Am Sandberg                | - überbaut mit Erschließung Wohngebiet Niemtscher Weg/Rosenstraße/Schulstraße Anfang bis Mitte der 1980er-Jahre - zwischen Wehrstraße und Schulstraße parallel zur ehemaligen Scheunenstraße                                                                                         |
| Am Schießstand             | - Querstraße der Briesker Straße |
| Am Schwarzen Weg           | - Verlauf durch die Vogelsiedlung, parallel zum Polenzweg |
| Am Spritzenhaus            | - zwischen Charlottenstraße und Briesker Straße |
| Am Wall                    | - überbaut - vom Neumarkt bis Ritterstraße (südlich der Ritterstraße); Lage des heutigen Schloßparkcenters |
| Anhalter Straße            | - devastiert durch den Tagebau - auf der Senftenberger Flur; von Calauer Straße zur ebenfalls devastierten Weinbergstraße, rechteckiger Verlauf - Grundstücke gehörten den Anhaltinischen Kohlewerken                                                                                |
| Annastraße                 | - umbenannt in Reyersbachstraße |
| Augustastraße              | - umbenannt; Teil der Ernst-Thälmann-Straße (Abschnitt von August-Bebel-Straße bis Hörlitzer Weg) - wurde überführt von einer Brücke der Bahnstrecke Lübbenau–Kamenz westlich des alten Friedhofs - benannt nach Augusta von Sachsen-Weimar-Eisenach (Ehefrau von Kaiser Wilhelm I.) |
| Außigweg                   | - umbenannt in Fliederweg - benannt nach der sudetendeutschen Stadt Aussig |
| Bergstraße                 | - devastiert durch den Tagebau - auf der Senftenberger Flur; von der ebenfalls devastierten Viktoriastraße zur Calauer Straße |
| Bergwerksstraße            | - devastiert durch den Tagebau - auf der Senftenberger Flur; von der ebenfalls devastierten Finsterwalder Straße zur Gemeinde Sauo |
| Bismarckstraße             | - umbenannt in August-Bebel-Straße |
| Brunnenstraße              | - devastiert durch den Tagebau - in Senftenberg II; von Brikettfabrik Elisabethglück zur Lausitzer Straße |
| Bürgermeisterwiesenweg     | - umbenannt in Elsterstraße |
| Cäcilienstraße             | - devastiert durch den Tagebau - umbenannt in Marianne-Seidel-Straße - auf der Senftenberger Flur; Parallelstraße zwischen Calauer Straße und Weinbergstraße ab Finsterwalder Straße im südlichen Verlauf ebenfalls devastierte Färbergasse                                          |
| Carlstraße                 | - umbenannt in Karlstraße |
| Clettwitzer Straße         | - umbenannt in Klettwitzer Straße |
| Cottbuser Straße           | - umbenannt in Sedlitzer Straße zum 1. Dezember 2019 |
| Dorothea-Erxleben-Straße   | - umbenannt in Dr.-Dorothea-Erxleben-Straße |
| Dresdener Straße           | - umbenannt in Steindamm; ehemaliger Bereich von Schloßstraße bis Buchwalde |
| Egerweg                    | - umbenannt in Tulpenweg - benannt nach der sudetendeutschen Stadt Eger |
| Eigenheimweg               | - Nr. 1–18 umbenannt in Lilienweg - Nr. 19–34 umbenannt in Maiglöckchenweg - Umbenennung am 1. Dezember 2019 |
| Elsterstraße               | - umbenannt in Am Gericht - ehemals benannt nach der Storchenelster (ehemaliger Nebenarm der Schwarzen Elster) |
| Ernst-Thälmann-Straße      | - Teilumbenennung, Kreuzstraße Abschnitt ehemalige Ringstraße (Westpromenade) bis Markt - Nr. 38–66 umbenannt in Jüttendorfer Anger |
| Fabrikenstraße             | - devastiert durch den Tagebau - in Senftenberg II, von Hörlitz bis Klettwitzer Straße |
| Färbergasse                | - devastiert durch den Tagebau - auf der Senftenberger Flur; Parallelstraße zwischen Calauer Straße und Weinbergstraße ab Finsterwalder Straße im nördlichen Verlauf ebenfalls devastierte Cäciliengasse                                                                             |
| Feldstraße                 | - devastiert durch den Tagebau - von der Lindenstraße zur Langen Straße (nördlich der Eisenbahnstraße) |
| Ferkelmarkt                | - heutiger Bereich zwischen Schloßstraße und Steindamm |
| Finsterwalder Straße       | - devastiert durch den Tagebau - auf der Senftenberger Flur; verlief nordwestlich von der Calauer Straße aus Verlängerung der Ziegeleistraße - benannt nach der Stadt Finsterwalde (Richtung der Straße)                                                                             |
| Fischerweg                 | - umbenannt in Finkenweg - vermutlich benannt nach Gustav Adolf Fischer |
| Forststraße                | - devastiert durch den Tagebau - auf der Senftenberger Flur; nördlich der Ziegeleistraße; Verlauf östlich von der Calauer Straße Einmündung von Viktoriastraße und Talstraße zum devastierten Ort Reppist                                                                            |
| Friedrichstraße            | - umbenannt in Professor-Virchow-Straße |
| Gartenstraße               | - umbenannt in Rudolf-Breitscheid-Straße |
| Gerichtstraße              | - umbenannt in Steindamm; ehemaliger Bereich von der Grünstraße bis Schloßstraße - benannt nach dem Amtsgericht |
| Handtstraße                | - umbenannt in Bergwerkstraße - benannt nach dem ehemaligen Bürgermeister Ambrosius Handt - Verlauf von der ehemaligen Turnstraße (heute Adolf-Hennecke-Straße) zur Schlesischen Straße (heute Glück-Auf-Straße, zwischenzeitlich Geschwister-Scholl-Straße)                         |
| Hanckstraße                | - ehemalige Verbindungsstraße zwischen Klettwitzer Straße und Lange Straße |
| Heimstättenstraße          | - durch Tagebau devastiert - Senftenberg II; |
| Hindenburgstraße           | - umbenannt in Rathenaustraße - benannt nach dem Reichspräsidenten Paul von Hindenburg |
| Hospitalplatz              | - an der Gartenstraße (Einmündung der heutigen Rudolf-Breitscheid-Straße in die Westpromenade ehemalige Ringstraße) - bebaut mit Wohlfahrtsamt und Feuerwache |
| Jägerstraße                | - durch den Tagebau devastiert - von der Lindenstraße abgehend, von der Mittelstraße bis zur Ackerstraße |
| Kirchstraße                | - zum 1. Dezember 2019 umbenannt in Kirchgasse |
| Komotauweg                 | - umbenannt in Dahlienweg - benannt nach der sudetendeutschen Stadt Komotau |
| Kurze Straße               | - es gab zwei verschiedene Kurze Straßen - eine wurde umbenannt in Bärengasse - eine wurde zum 1. Dezember 2019 in Kurzer Weg umbenannt |
| Lange Straße               | - vom Tagebau devastiert - Senftenberg II; zwischen Klettwitzer Straße und Ackerstraße |
| Lausitzer Straße           | - vom Tagebau devastiert - in Senftenberg II; zwischen Langer Straße und Lindenstraße |
| Louisenstraße              | - umbenannt in Dorothea-Erxleben-Straße (später Dr.-Dorothea-Erxleben-Straße) |
| Kaiser-Friedrich-Straße    | - umbenannt in Ernst-Thälmann-Straße (Abschnitt Kreuzstraße bis August-Bebel-Straße) |
| Kriegerheimstraße          | - überbaut (ungefährer Verlauf der Radojewskistraße) - Verbindung zwischen Mutzkstraße und Friedenstraße - östlich des ehemaligen Verlaufs der Bahnstrecke Lübbenau–Kamenz |
| Lettow-Vorbeck-Straße      | - umbenannt in Lerchenstraße - benannt nach Paul von Lettow-Vorbeck |
| Leutweinweg                | - umbenannt in Drosselweg - benannt nach Theodor Leutwein |
| Lüderitzweg                | - umbenannt in Drosselweg - benannt nach Adolf Lüderitz |
| Ostrauweg                  | - umbenannt in Veilchenweg - benannt nach der sudetendeutschen Stadt Ostrau |
| Marianne-Seidel-Straße     | - devastiert durch den Tagebau - ursprünglicher Name Cäcilienstraße - benannt nach der SPD-Funktionären und NS-Opfer Marianne Seidel (→ KZ Senftenberg) |
| Marienstraße               | - durch den Tagebau devastiert - in der Senftenberger Flur; zwischen Calauer Straße und Sternstraße, nördlich der Ziegeleistraße |
| Nachtigalweg               | - umbenannt in Nachtigallenweg - benannt nach Gustav Nachtigal |
| Petersweg                  | - umbenannt in Amselweg - benannt nach Carl Peters |
| Platz der Freundschaft     | - umbenannt in Markt |
| Reichenberger Straße       | - umbenannt in Nelkenweg - benannt nach der sudetendeutschen Stadt Reichenberg |
| Ringstraße                 | - umbenannt zum 1. Dezember 2019 in Westpromenade - zwischen Ernst-Thälmann-Straße/Kreuzstraße und Westpromenade - Abriss der Wohnhäuser und Überformung aufgrund des verkehrsbedingten Ausbaus in den 1970er Jahren zusammen mit der Bahnhofstraße                                  |
| Rosa-Luxemburg-Straße      | - durch den Tagebau devastiert - ursprünglicher Name Viktoriastraße - benannt nach Rosa Luxemburg |
| Ruhlandstraße              | - umbenannt und erweitert als Friedrich-Wolf-Straße - angelegt als Stichstraße von der Briesker Straße zur Schießbahn |
| Sackgasse                  | - überbaut - in Jüttendorf westlich der Rosenstraße |
| Sandstraße                 | - umbenannt in Rostocker Straße |
| Sauoer Straße              | - umbenannt in Lindenstraße - benannt nach dem Ort Sauo |
| Scheunenstraße             | - überbaut - verlief von Briesker Straße zur Turnstraße (heute Adolf-Hennecke-Straße); östlich vom Niemtscher Weg |
| Schlesische Straße         | - umbenannt in Geschwister-Scholl-Straße und teilweise Bergbaustraße (Verlauf zwischen Schulstraße und heutiger Glück-Auf-Straße) sowie Glück-Auf-Straße (von heutiger Bergbaustraße bis heutige Geschwister-Scholl-Straße)                                                          |
| Schneidersche Privatstraße | - zwischen Eisenbahnstraße und Feldstraße |
| Schneiders Privatstraße    | - verlief in Höhe des Eisenwerks nördlich der Eisenbahnstraße östlich des Lindenstraße |
| Schreberstraße             | - ging von der Augustastraße (heute Ernst-Thälmann-Straße) ab |
| Schützenstraße             | - umbenannt in Jüttendorfer Straße |
| Straße der Jugend          | - Rückbenennung in Moritzstraße zum 1. Dezember 2019 |
| Talstraße                  | - durch den Tagebau devastiert - Senftenberger Flur; verlief von der Calauer Straße Einmündung Forststraße/Viktoriastraße in nordöstlicher Richtung bis nach Rauno |
| Teplitzweg                 | - umbenannt in Asternweg - benannt nach der sudetendeutschen Stadt Teplitz |
| Thammer Hauptstraße        | - umbenannt in August-Bebel-Straße - lag im eingemeindeten Ort Thamm |
| Turnstraße                 | - umbenannt in Adolf-Hennecke-Straße |
| Viktoriastraße             | - durch den Tagebau devastiert - umbenannt in Rosa-Luxemburg-Straße - Senftenberger Flur; verlief von der Calauer Straße Einmündung Forststraße/Talstraße in nordwestlicher Richtung bis zur Feldmar Sauo                                                                            |
| Weinbergstraße             | - devastiert durch den Tagebau - Senftenberger Flur; paralleler Verlauf westlich zur Calauer Straße zwischen Ackerstraße und Viktoriastraße - benannt nach den Weinbergen im Norden von Senftenberg                                                                                  |
| Weststraße                 | - umbenannt in Felix-Spiro-Straße |
| Wiesenstraße               | - umbenannt in Joachim-Gottschalk-Straße |
| Wilhelmstraße              | - umbenannt in Professor-Billroth-Straße |
| Winzerstraße               | - devastiert durch den Tagebau - Senftenberger Flur; westlich der Weinbergstraße zwischen Ackerstraße und Viktoriastraße; nördliche Verlängerung der Jägerstraße |
| Wissmannweg                | - umbenannt in Meisenweg - benannt nach Hermann von Wissmann |